# Pochod Praha–Prčice

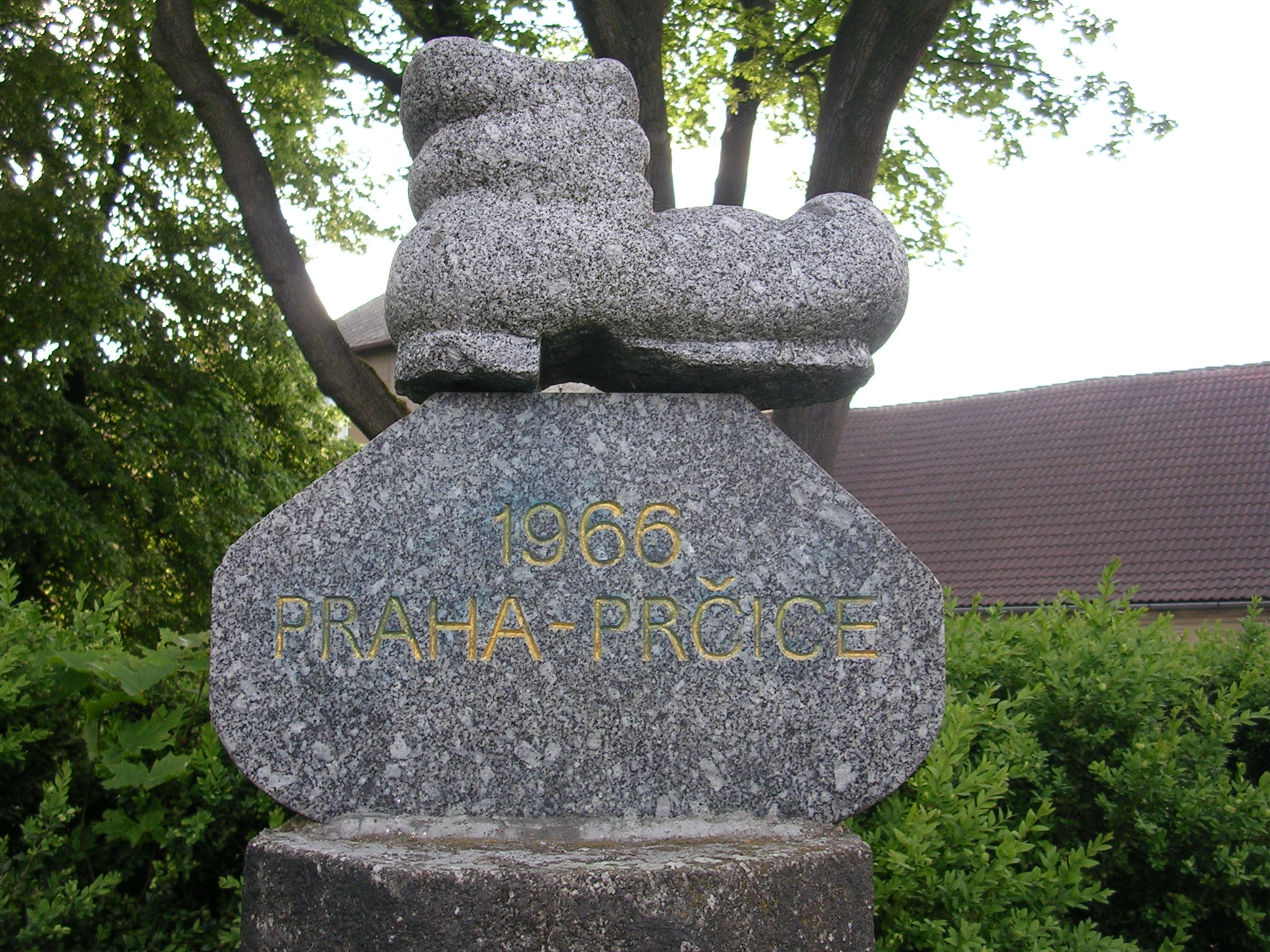
Pomník pochodu na náměstí v Prčici (2009)

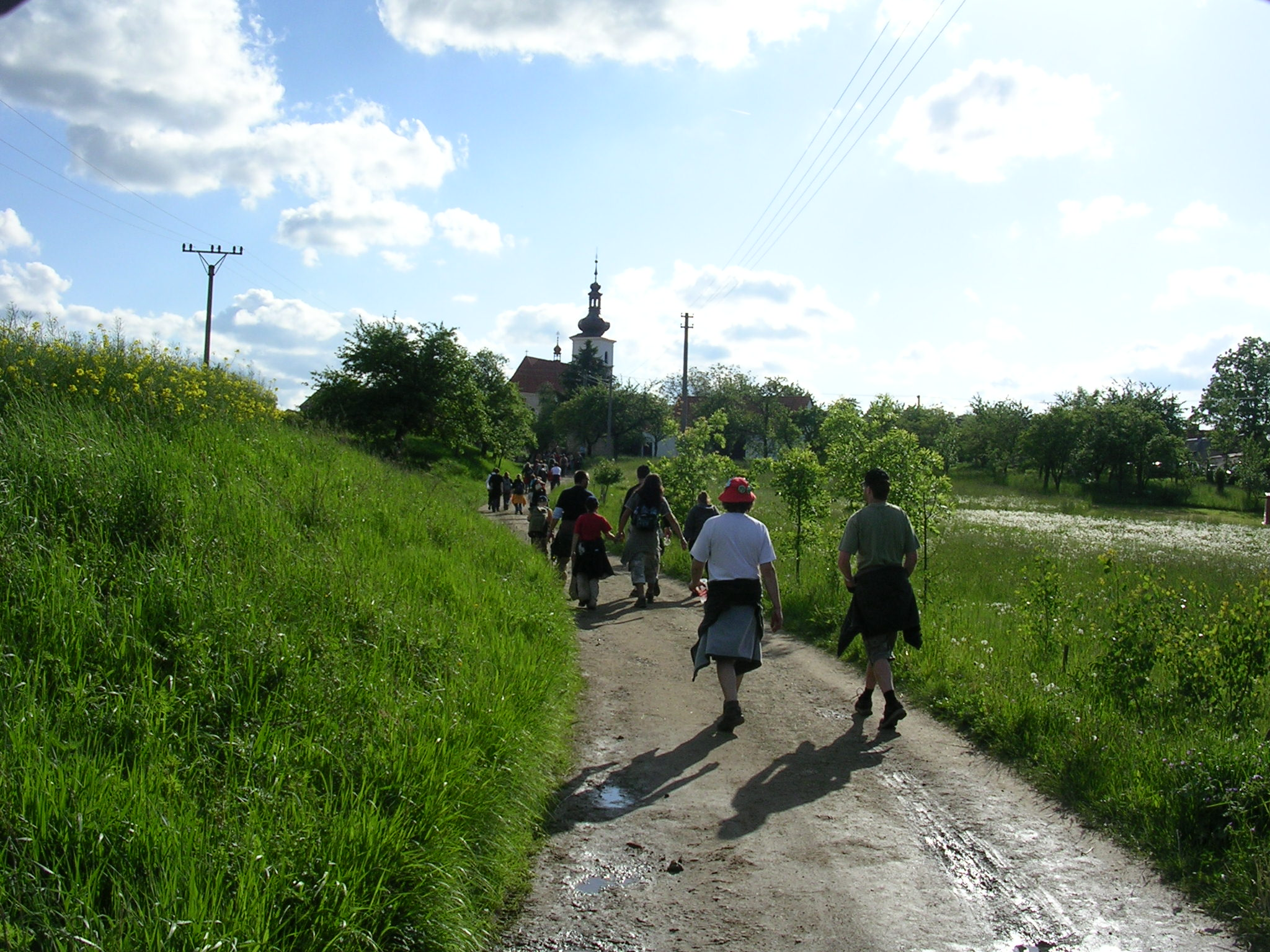
Pochodníci těsně před Prčicí ze strany Jezerské ulice (2009)

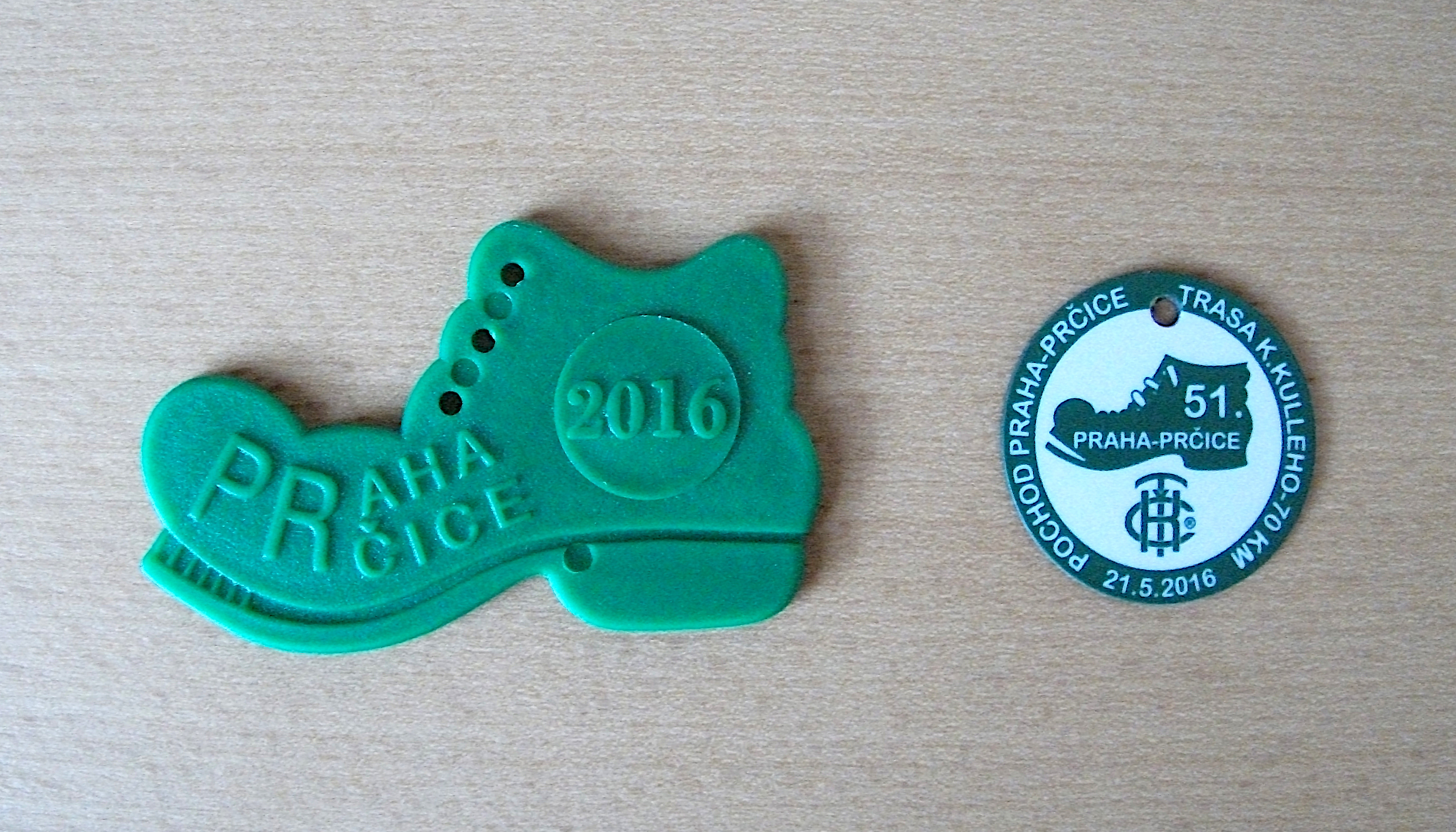
Cílové trofeje – plastová botička a zvláštní suvenýr (magnetka) z trasy Karla Kulleho (2016)

Pochod Praha–Prčice je nejznámější organizovaný turistický a dálkový pochod v České republice s cílem ve středočeské Prčici. Nazývá se podle nejdelší varianty trasy začínající v Praze. Pochod se koná od roku 1966, obvykle třetí sobotu v květnu. Jedná se o největší každoroční akci organizovanou Klubem českých turistů (KČT).
Na startu obdrží účastník mapu pochodu, do níž po cestě na kontrolních bodech (tzv. punktech) získává razítka. Kontroly jsou zapsány v průvodci pochodem a na trase se nacházejí i kontroly tajné. Každý účastník pochodu, který korektně projde všemi kontrolami, obdrží v cíli tradiční „Prčický škrpál“, nazývaný díky své podobě „botička“, a také Horalku od Sedity (do roku 2013 se rozdávaly Tatranky od Opavie). Pochodníci na nejdelší trase obdrží také zvláštní suvenýr, který potvrzuje, že překonali celou 70 km vzdálenost z Prahy do Prčice.
Od roku 2022 je nutná online registrace a zaplacení startovného předem na oficiálním webu pochodu (https://praha-prcice.cz). Registrace na místě již není možná. Došlo také k omezení počtu pochodníků na jednotlivých trasách.

## Historie

### Raná léta
Na založení pochodu v roce 1966 se podíleli Jiří Dvořák, hlavní redaktor časopisu Turista, Karel Kulle a místní rodák a propagátor sportu Stanislav Rataj. Trasu údajně inspirovala paní Běla Dvořáková, která zakladatelům pochodu, marně hledajícím atraktivní cíl ve vzdálenosti kolem 70 kilometrů od Prahy, aby se trasa dala ujít za denního světla, řekla: „Je čas na oběd, běžte s tím už do Prčic!“ Podle Stanislava Rataje je toto však pouze humorná anekdota, která nemá s realitou nic společného – záměrem bylo jednoduše nalézt vhodný cíl v okolí Prahy a volba padla právě na Prčici jakožto rodiště Stanislava Rataje, který navíc již předchozí zkušenosti s pořádáním dálkových pochodů měl.
V prvních letech existovala pouze jedna trasa, postupem času přibývaly další. Start prvního ročníku byl v Komořanech. V následujících letech byl start nejdelší trasy postupně v Braníku, Písnici, Průhonicích, Zbraslavi a Hostivaři. V roce 1974 se start přesunul do Kačerova (kde tehdy končila linka metra C) a konečně od roku 1981 se startuje na Jižním Městě od stanice metra Háje (tehdy se jmenovala „Kosmonautů“).
Trasa prvního ročníku vedla těmito punkty: Komořany – Jílové – Neveklov – Křečovice – Štětkovice – Prčice.
Zpočátku se pochod konal v dubnu, v roce 1973 byl přesunut na květen, což zvýšilo jeho popularitu. V roce 1973 se také poprvé platilo startovné (tehdy 1 Kčs) a zároveň dostali pochodníci poprvé jako suvenýr dnes již legendární botičku (tehdy kovovou – plastová botička se poprvé objevila až v roce 1977). V cíli byla též tombola – první cenou bylo živé sele.
V prvních letech byl kladen větší důraz na recesistickou podstatu pochodu, každý ročník měl také nějaké tematické zaměření:
- 1966 – „Sukovou cestou“ – Pochod měl poctít skladatele Josefa Suka – trasa záměrně vedla jeho rodištěm v Křečovicích.
- 1967 – „Za zlatem z Jílového“ – Motivem bylo hledání zlatonosných míst na trase pochodu.
- 1968 – „Čapkova Strž“ – Pochod vedl přes letní sídlo Karla Čapka ve Staré Huti.
- 1969 – Pochod proběhl ve znamení výročí 800 let od první písemné zmínky o Prčici. Někteří pochodníci se oblékli do historických oděvů, povoleny byly též meče, sudlice či halapartny. Tento ročník byl také nejstudenější v historii, teplota se pohybovala okolo 4 °C a na trase byly ještě zbytky sněhu.[8][9]
- 1970 – „Krajem Jakuba Krčína z Jelčan“ – Tématem bylo rybníkářství. V cíli si mohl každý holou rukou vylovit z kádě svého kapra.
- 1971 – „Krajem Keltů“ – Každý pochodník zasadil v lesní školce jeden stromeček.

S tím, jak se pochod stával masovějším, se v roce 1972 od tematičnosti jednotlivých ročníků upustilo a zůstal čistě turistický pochod.

### Vrchol popularity
Během 70. let popularita pochodu prudce vzrostla – zatímco v roce 1970 se pochodu zúčastnila zhruba tisícovka pochodníků, v roce 1979 už jich bylo 35 tisíc. Kvůli velkému náporu turistů uvažoval v roce 1975 místní národní výbor (MNV) v Prčici dokonce o zrušení pochodu. O cíl pochodu pak projevily zájem sousední Přestavlky. Nakonec však zůstal cíl zachován v Prčici.
Zakladatel a hlavní organizátor pochodu Ing. Karel Kulle v roce 1979 prohlásil: „Účast v žádném případě nechceme omezovat. Musíme stále zkvalitňovat pořadatelské a technické zázemí. Věřím, že když věhlas tohoto pochodu přiláká někdy ještě více lidí než letošních 35 131, dokážou se s tím stejně dobře všichni pořadatelé vyrovnat.“
V této době vycházeli organizátoři vstříc i mimopražským a jiným „přespolním“ účastníkům, kteří by jinak nestíhali brzké ranní starty pochodu, popř. odjezdy vlaků a autobusů večer domů. Pochodníci si mohli přivézt vlastní spacáky a z pátku na sobotu přespat v tělocvičnách v místě startu. V sobotu byly jejich spacáky převezeny do Prčice, kde opět mohli přespat ze soboty na neděli.
V roce 1981 zaznamenal pochod dosavadní absolutní rekord, kdy se ho zúčastnilo 35 732 pochodníků. V následujících letech však začala účast opět klesat – záměrem pořadatelů bylo konat více turistických akcí ve stejném termínu tak, aby se počet účastníků rozmělnil.
Ve spartakiádních letech 1975, 1980 a 1985 byl pochod pořádán jako „spartakiádní pochod“ a např. v roce 1980 nebyla cílovou trofejí botička, ale kovový spartakiádní štít.

### Po roce 1989
V letech po sametové revoluci popularita pochodu prudce poklesla – v roce 1994 se ho účastnilo pouhých 7715 pochodníků. Od roku 1995 však začala účast opět stabilně stoupat a od roku 2005 se ustálila na zhruba 20 tisících pochodníků každý rok.
V roce 2015 měl pochod již 50. ročník, u příležitosti tohoto jubilea vydal KČT Pochod Praha–Prčice ve spolupráci s Národním muzeem knihu Taťány Součkové a Šárky Rámišové Pochod Praha Prčice – padesát ročníků 1966–2015, která obsahuje řadu fotografií a dobové dokumentace.
V roce 2020 byl pochod z důvodu pandemie covidu-19 zrušen (poprvé po 54 letech nepřetržitého konání), 55. ročník byl plánovaný na 15. května 2021, později byl přesunut na 13. června 2021 s mnohými organizačními změnami, které souvisely s ještě doznívající epidemií covidu-19. Nakonec byl pochod i tak zrušen a přesunut na další rok, trasu však lidé mohli jít sami.
V roce 2022 byl pochod obnoven, ovšem kvůli probíhajícím pracím na železniční trati z Prahy do Českých Budějovic ho doprovázely dopravní komplikace – autobusy, které za běžných okolností vozí pochodníky z Prčice na vlak do Heřmaniček (cca 4 km), musely tentokrát jet až do Olbramovic (cca 15 km). Kvůli tomu byl počet pochodníků na trasách omezen. Toto omezení vyžadovalo, aby se účastníci pochodu registrovali a zaplatili startovné předem na webu. Každý účastník dostal po zaplacení vygenerovaný QR kód, který pak ukázal na startu.
V roce 2023 již žádná dopravní omezení nebyla, ovšem nutnost online registrace zůstala. Zároveň zůstalo v platnosti omezení počtu pochodníků na jednotlivých trasách. Pořadatelé argumentují zrychlením procesu odbavení na startu nebo tím, že vědí, kolik autobusů z Prčice do Heřmaniček mají objednat.

## Trasy

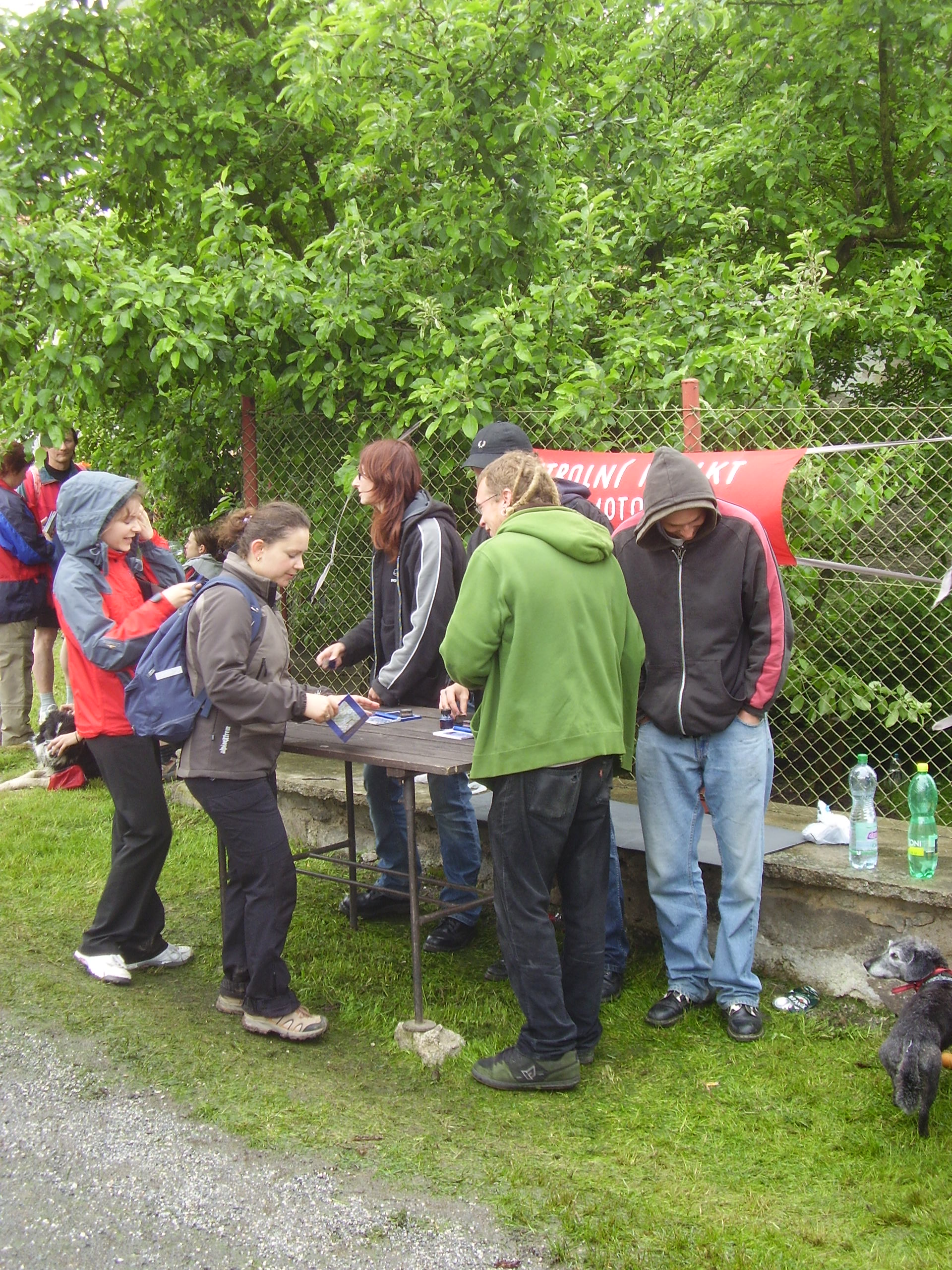
Kontrola ve Vojkově (2009)

První ročník se uskutečnil 17. dubna 1966 a trasa z Prahy měřila 65 km (100 000 českých loktů). Od roku 1970 se počet tras postupně rozšiřoval o trasy z jiných míst, měnil se přes rekordních 24 (v roce 1984) a přes 9 tras v období útlumu (1994) až po současných 21 tras celkem (z toho 16 je pěších, jedna je vozíčkářská a čtyři jsou cyklistické).
Tradiční nejdelší trasa z Prahy („Trasa Karla Kulleho“) má přes 70 km a je určena pouze pro dospělé a zdatné pochodníky. Nejkratšími trasami určenými pro dospělé jsou 30 km trasy z Tábora a Petrovic (dříve byly otevřené i trasy kratší). Táborská trasa má dlouhodobě nejvyšší účast. V roce 2007 byla zavedena 23 km dětská trasa z Votic. Tato trasa je určena pro děti do 15 let s max. 2 osobami doprovodu staršího 18 let a také pro osoby starší 60 let. Do roku 2007 byla votická trasa otevřena i pro dospělé.

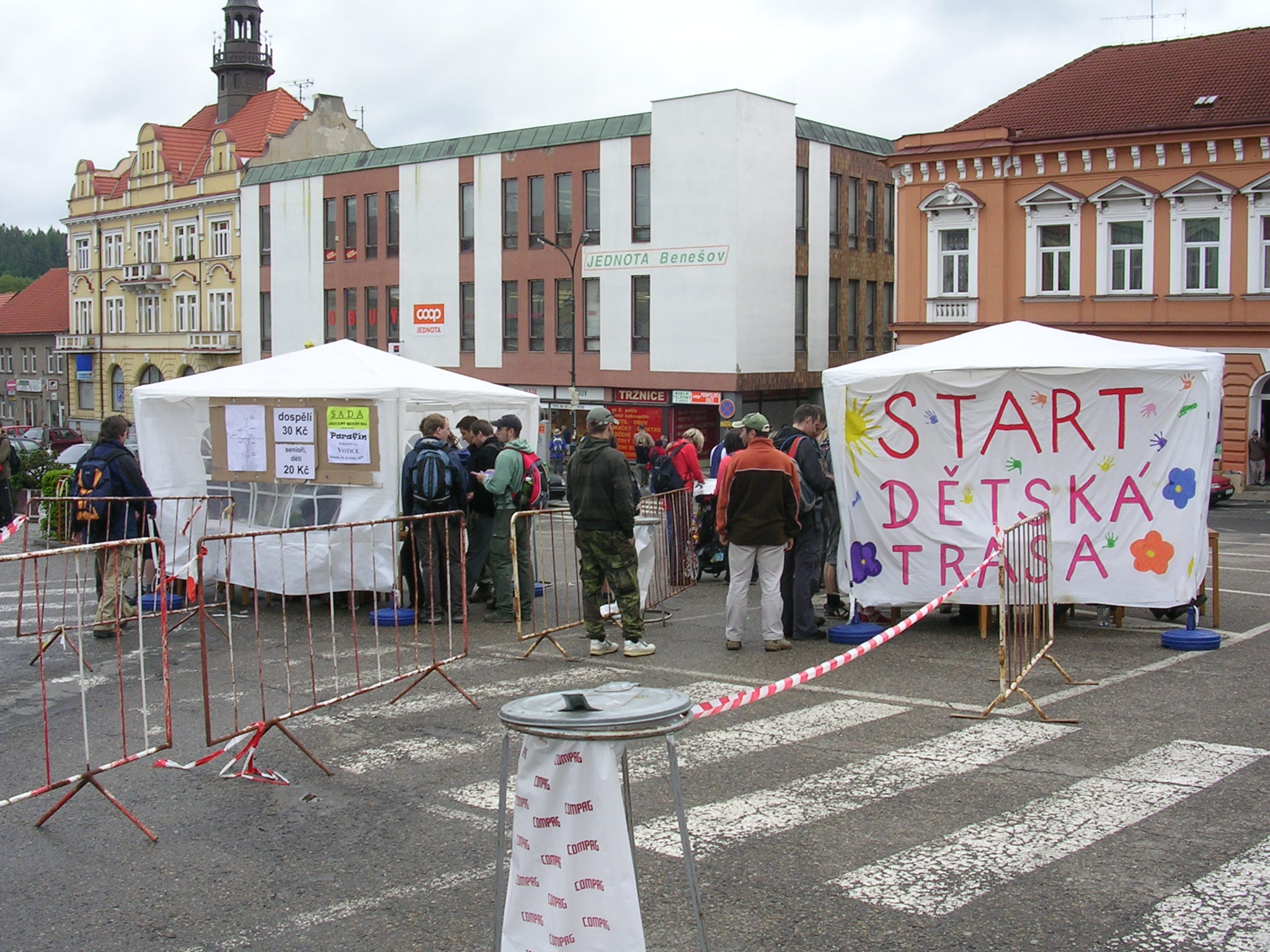
Start dvou tras („dospělácké“ 30 km a dětské 23 km) ve Voticích (2009)

Tradiční starty pochodu: Praha-Háje, Týnec nad Sázavou, Čerčany, Benešov, Bystřice u Benešova, Olbramovice, Votice, Střezimíř, Tábor, Mladá Vožice, Sedlčany, Milevsko, Petrovice u Sedlčan.
Součástí pochodu jsou i čtyři cyklotrasy – z Prahy, Milevska a dvě z Tábora (jedna je dětská). Cyklotrasy z Milevska a Tábora jsou okružní. V roce 2007 byla součástí akce i mezinárodní cyklistická jízda Zwiesel – Prčice konaná ve spolupráci se sokolskou jednotou SKV Sokol München (která od roku 2005 zajišťuje také pěší trasu z Čerčan). Cyklotrasy a dokonce i trasy pro mototuristy byly v podobě cílových jízd součástí pochodu již v 80. letech.
V roce 2008 byla zavedena 13 km vozíčkářská trasa z Miličína. Tato trasa je určena výhradně držitelům průkazů ZTP, ZTP/P a jejich doprovodu (není tedy určena např. ani pro kočárky). Trasu organizuje Pražská organizace vozíčkářů.

### Přehled tras konaných v roce 2025
Zdroj: 
| Trasa                                         | Start                                                       | Punkty a intervaly mezi nimi | Punkty a intervaly mezi nimi | Punkty a intervaly mezi nimi | Punkty a intervaly mezi nimi | Punkty a intervaly mezi nimi | Punkty a intervaly mezi nimi | Punkty a intervaly mezi nimi | Cíl               |
| --------------------------------------------- | ----------------------------------------------------------- | ---------------------------- | ---------------------------- | ---------------------------- | ---------------------------- | ---------------------------- | ---------------------------- | ---------------------------- | ----------------- |
| Praha – Háje Trasa Karla Kulleho 70+ km       | Praha – u metra Háje                                        | 26 km                        | Týnec n. Sázavou             | 16 km                        | Neveklov                     | 14 km                        | Kosova Hora                  | 14 km                        | Prčice            |
| Týnec nad Sázavou Trasa Zdeňka Hájka 44 km    | infocentrum v hotelu Týnec                                  | 16 km                        | 16 km                        | 16 km                        | Neveklov                     | 14 km                        | Kosova Hora                  | 14 km                        | Prčice            |
| Pikovice 50 km                                | u lávky                                                     | 16 km                        | Jablonná                     | 12 km                        | Osečany                      | 8 km                         | Kosova Hora                  | 14 km                        | Prčice            |
| Čerčany 48 km                                 | železniční stanice                                          | 6 km                         | Racek                        | 20 km                        | Vrchotovy Janovice           | 7 km                         | Vojkov                       | 15 km                        | Prčice            |
| Benešov 42 km                                 | sokolovna u žel.st.                                         | 8 km                         | u Semby                      | 12 km                        | Vrchotovy Janovice           | 7 km                         | Vojkov                       | 15 km                        | Prčice            |
| Bystřice u Benešova Trasa Jardy Bursíka 35 km | Komunitní centrum Bystřice 49°43′56″ s. š., 14°39′53″ v. d. | 13 km                        | 13 km                        | 13 km                        | Vrchotovy Janovice           | 7 km                         | Vojkov                       | 15 km                        | Prčice            |
| Olbramovice 35 km                             | před budovou železniční stanice                             | 14 km                        | Bučina                       | 9 km                         | přechod přes silnici         | 12 km                        | 12 km                        | 12 km                        | Prčice            |
| Mladá Vožice 36 km                            | u autobus. nádraží                                          | 15 km                        | Bučina                       | 9 km                         | přechod přes silnici         | 12 km                        | 12 km                        | 12 km                        | Prčice            |
| Votice dětská trasa 23 km                     | nám. Komenského                                             | 3 km                         | u Lysé                       | 14 km                        | před Radíčí                  | 6 km                         | 6 km                         | 6 km                         | Prčice            |
| Sedlčany Robinova trasa 32 km                 | Gymnázium GaSOŠE Sedlčany                                   | 10 km                        | Poušť sv. Marka              | 6,5 km                       | Skuhrov                      | 9,5 km                       | Zadní Boudy                  | 6 km                         | Prčice            |
| Petrovice 30 km                               | hřiště SK Petrovice                                         | 3 km                         | rozhl. Kuníček               | 8 km                         | Obděnice                     | 13 km                        | Zadní Boudy                  | 6 km                         | Prčice            |
| Milevsko 40 km                                | Dům kultury                                                 | 21 km                        | 21 km                        | 21 km                        | Obděnice                     | 13 km                        | Zadní Boudy                  | 6 km                         | Prčice            |
| Milevsko 31 km                                | Dům kultury                                                 | 10 km                        | Přeštěnice                   | 8 km                         | 8 km                         | 8 km                         | Nadějkov                     | 13 km                        | Prčice            |
| Střezimíř Trasa Vlasty Doležalové 36 km       | bývalá železniční stanice                                   | 2 km                         | Bonkovice                    | 15,5 km                      | Jistebnice hospoda           | 5,5 km                       | Nadějkov                     | 13 km                        | Prčice            |
| Tábor 43 km                                   | autobusové nádraží                                          | 24,5 km                      | 24,5 km                      | 24,5 km                      | Jistebnice hospoda           | 5,5 km                       | Nadějkov                     | 13 km                        | Prčice            |
| Tábor 30 km                                   | autobusové nádraží                                          | 16 km                        | Starý zámek                  | 8 km                         | Řikov                        | 6 km                         | 6 km                         | 6 km                         | Prčice            |
| Miličín vozíčkářská trasa 13 km               | parkoviště u motorestu                                      | 6,2 km                       | Červený Újezd                | 6,8 km                       | 6,8 km                       | 6,8 km                       | 6,8 km                       | 6,8 km                       | Prčice            |
| Praha cyklotrasa 74 km                        | Háje, Komunitní centrum Matky Terezy                        | 34 km                        | Týnec n. Sázavou             | 13 km                        | Neveklov                     | 13 km                        | Kosova Hora                  | 14 km                        | Prčice            |
| Milevsko cyklotrasa 66 km                     | Dům kultury                                                 | 14 km                        | Petrovice                    | 21 km                        | Prčice náměstí               | 14 km                        | Nadějkov                     | 17 km                        | Milevsko KD       |
| Tábor cyklotrasa 74 km                        | autobusové nádraží                                          | 12 km                        | Hlasivo                      | 20 km                        | Jistebnice                   | 12 km                        | Prčice náměstí               | 30 km                        | Tábor – sokolovna |
| Tábor cyklotrasa – dětská 61 km               | autobusové nádraží                                          | 19 km                        | 19 km                        | 19 km                        | Jistebnice                   | 12 km                        | Prčice náměstí               | 30 km                        | Tábor – sokolovna |

## Účast

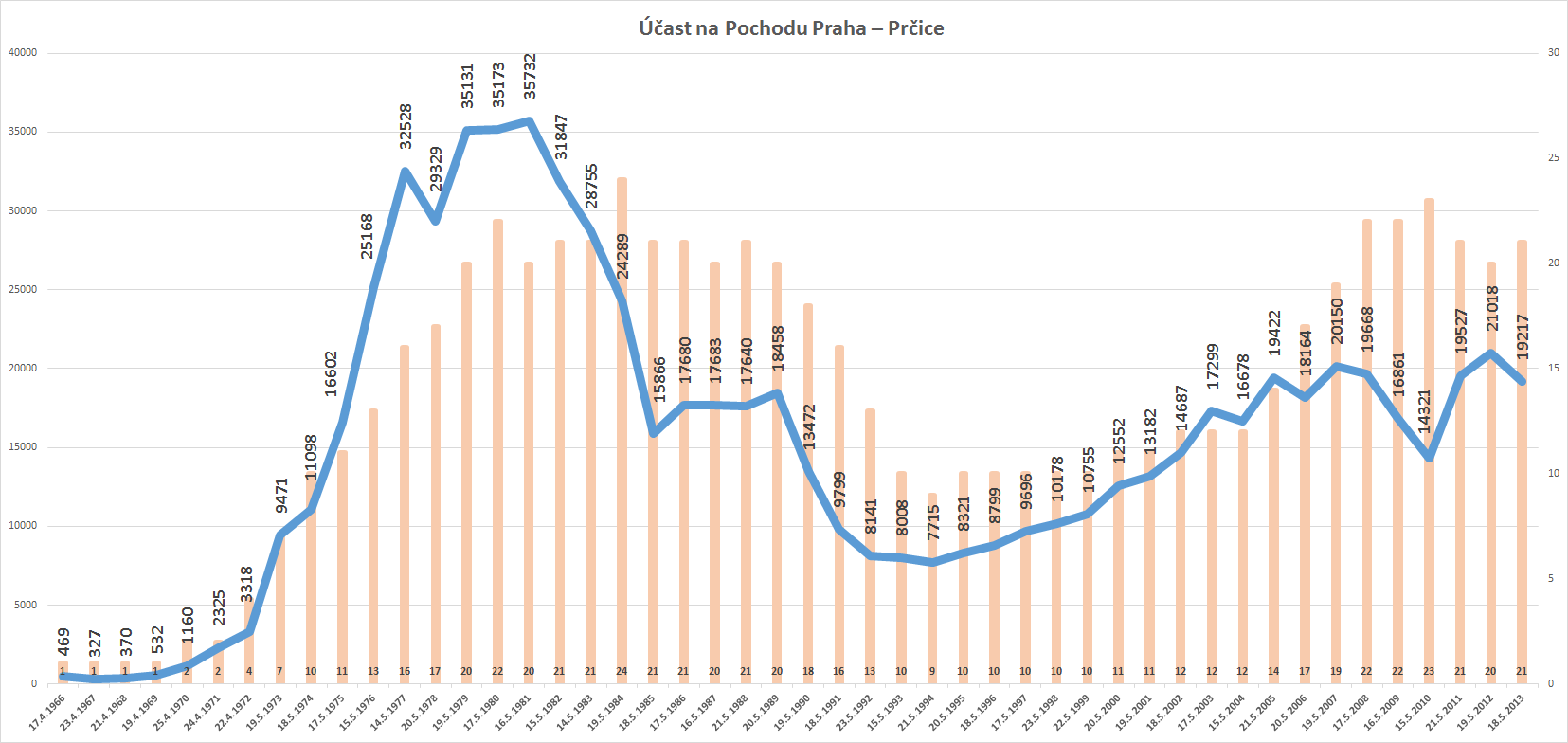
Účast na pochodu a počet tras v jednotlivých letech (do roku 2013)

V roce 1966 se na trasu o délce 65 km vydalo 469 pochodníků. Největší účast, 35 732 turistů, byla zaznamenána v roce 1981. Počet účastníků i tras klesal až do roku 1994, kdy se zúčastnilo pouhých 7715 účastníků na devíti trasách, od té doby se opět účast i počet tras s kolísáním zvyšují a v posledních letech vyráží kolem 20 000 účastníků, přičemž na hlavní trasu z Prahy vyráží kolem 300–400 pochodníků.
Rekordmanem co do počtu účastí je aktuálně dle agentury Dobrý den pan Miroslav Brábník, který absolvoval již 54 pochodů (svůj 50. pochod absolvoval v květnu 2019 ).

## Organizace
Hlavním organizátorem pochodu je Klub českých turistů (KČT). Pořadatelé pochodu z odboru turistiky MV ČSTV Praha se v roce 1991 vyčlenili do samostatného odboru Praha – Prčice v rámci obnoveného KČT. Vyznačení a organizaci jednotlivých tras mají na starosti různé místní a oblastní organizace KČT a spřátelených organizací. Organizátoři pochodu úzce spolupracují rovněž s městským úřadem Sedlec-Prčice a s živnostníky zajišťujícími občerstvení a jiný stánkový prodej v cíli i na trasách pochodu.

## Politické a reklamní využívání pochodu

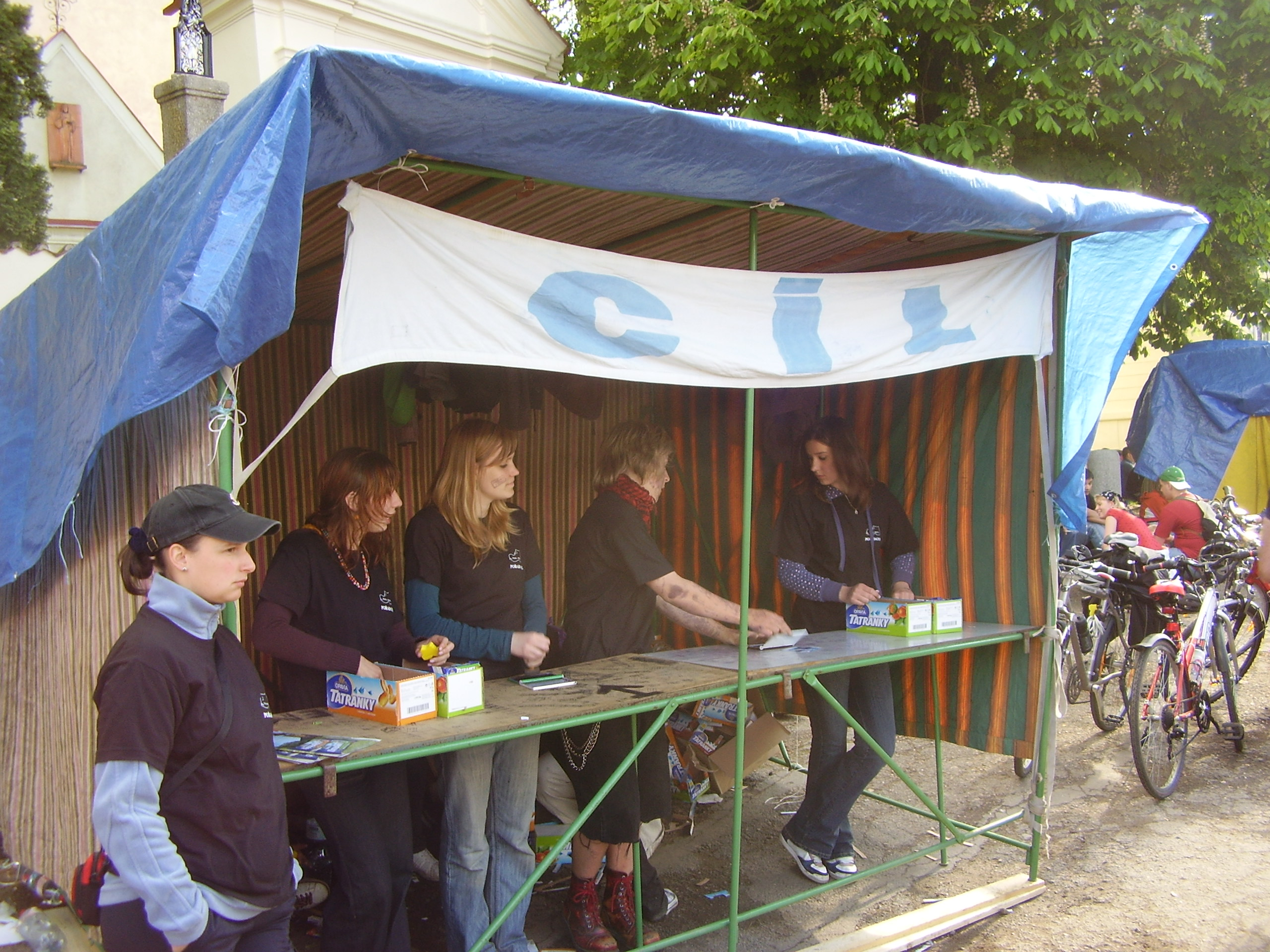
Cíl pochodu na náměstí v Prčici (2009)

Na pochod se opakovaně vydávají i některé známé osobnosti, například čelní představitelé různých politických stran, často v rámci předvolební agitace. Tento fenomén se objevil zejm. v 90. letech.
Pravděpodobně nejznámějším účastníkem pochodu je bývalý prezident České republiky Václav Klaus, který se poprvé zúčastnil údajně již v roce 1971. Pochodu se účastnil pravidelně minimálně do roku 2003 (následujících několik let musel vynechat). Největší pozdvižení vyvolal právě v roce 2003, když se pochodu zúčastnil už jako prezident, protože prezident republiky nikdy předtím Prčici nenavštívil. Klaus má k tomuto kraji blízko, jeho babička Anna Skrčená se v Prčici narodila, a nedaleko odtud vlastní Klausovi také chalupu. Jako závodní sportovec si prý Klaus o pochodnících myslel, že jsou to nesportovci. Později však pochopil, že to byl mylný názor. Klaus chodil např. trasu z Votic či Milevska.
Před rokem 2003 chodil Klaus v barvách ODS, doprovázeli ho např. straničtí kolegové Libuše Benešová a Milan Kondr. V roce 2002 se stal pochod součástí rozsáhlé předvolební agitace, kdy se ho zúčastnili členové ODS, Čtyřkoalice, Národních socialistů i strany Cesta změny. Klaus v cíli rozdával podpisy u stánku ODS.
Pochodu se také několikrát zúčastnil tehdejší předseda Unie svobody Jan Ruml se svými stranickými kolegy (např. Karlem Kühnlem a Petrem Marešem). V roce 1998 šli poprvé a zvolili 22 km trasu ze Sedlčan, v roce 2003 šli 22 km ze Střezimíře, v roce 2002 a 2004 šli 26 km z Olbramovic.
Tehdejší předseda ODS Mirek Topolánek šel v roce 2004 23 km trasu z Votic.
Politik, vášnivý turista a pozdější předseda KČT Jan Stráský se zúčastnil téměř všech ročníků pochodu Praha–Prčice, které se za jeho života konaly. Nejdelší 70 km trasu šel celkem sedmnáctkrát. Během této trasy byl schopný vykouřit i dvě krabičky svých oblíbených cigaret Start. Když se mu narodil syn, chodil i s kočárkem 50 km trasu.
Pochodu se také zúčastnili např. Ivan Kočárník, Martin Bursík, Jan Zahradil, Vlasta Parkanová, Miroslav Kalousek, Helena Rögnerová, Josef Janeček a další.
V roce 1998 deklarovali svou účast i Josef Lux a Miloš Zeman, nakonec však nedorazili.
V období normalizace se pochodu údajně účastnil i tehdejší premiér Lubomír Štrougal. Někteří spolustraníci mu toto prý vyčítali, protože nechtěli, aby se říkalo, že „vláda jde do Prčic“.
Organizátoři pochodu se od jakéhokoliv politického využití akce distancují. Reklamní spolupráci s firmami vyrábějícími například výrobky související s turistikou se naproti tomu nebrání. V roce 2009 byly hlavním reklamními partnery Tatranky, výrobce čajů Jemča a odpachovač bot Kiwi. V minulosti například Coca-Cola či vydavatel map Freytag & Berndt. V 70. a 80. letech se reklama zaměřovala například na výročí sjednocené tělovýchovy (ČSTV), deník Československý sport, Československou spartakiádu, žvýkačky Sevac či Geodetický a kartografický podnik v Praze.

## Doprava
V den konání pochodu bývá pravidelně posilována železniční doprava zejména na trati Praha – Tábor. Vlaky vezou posilové vozy a je vypraveno i několik posilových vlaků. V tento den dopoledne také zastavují všechny rychlíky mimořádně ve stanicích startů pochodu a odpoledne ve stanici Heřmaničky. Z Prčice jezdívá mimořádná autobusová doprava k nádraží v Heřmaničkách, mimořádné autobusy jezdí z Heřmaniček i do některých startovních měst, která jsou mimo benešovskou železniční trať.

## Cílové trofeje

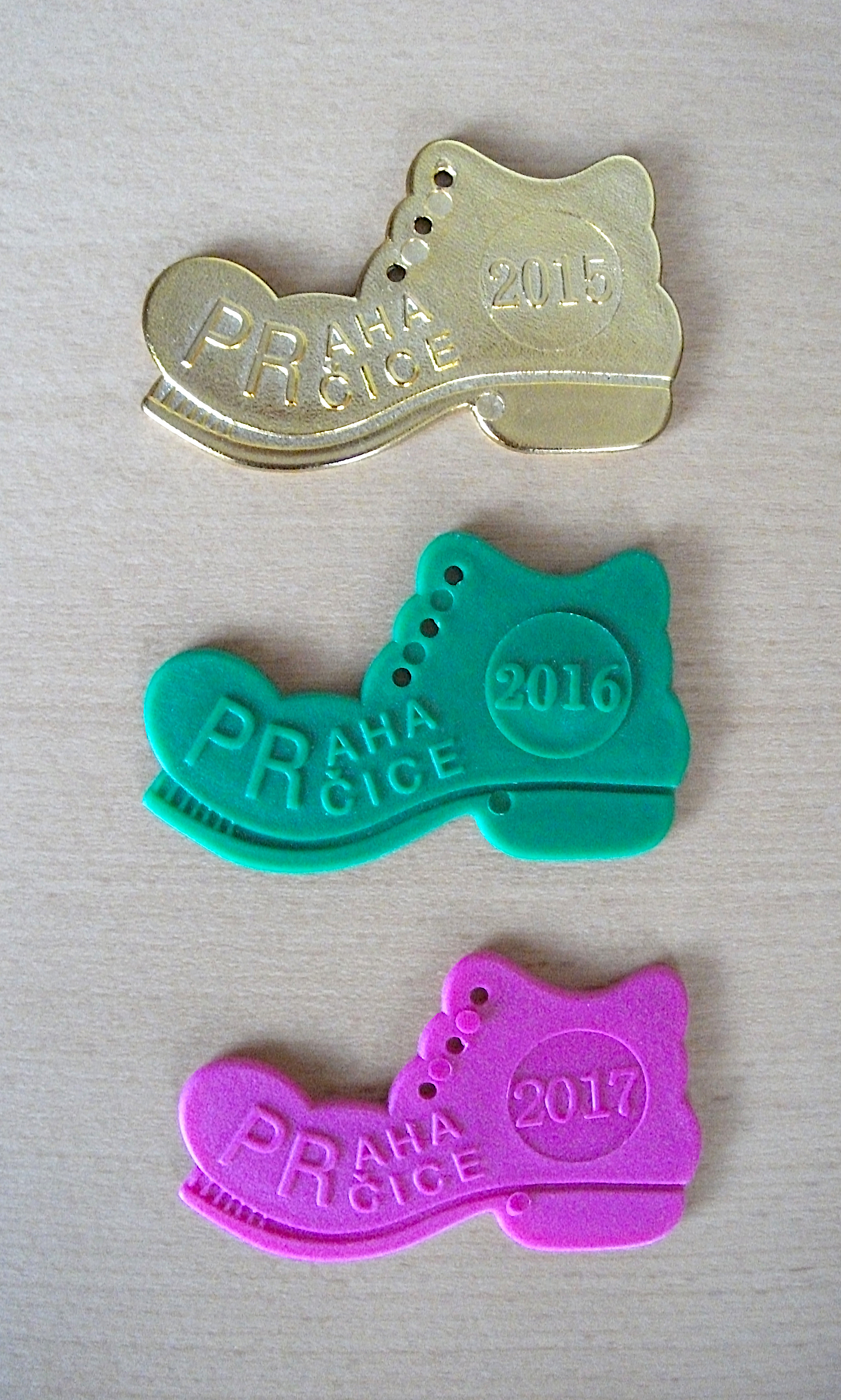
Botičky z let 2015–2017

Již tradiční cílovou trofejí je plastová botička, jejíž barva je každoročním překvapením. Pochodníci na trase Karla Kulleho dostávají navíc také zvláštní suvenýr.
Plastová botička se poprvé rozdávala v roce 1977. Již v roce 1973 se ale objevila botička kovová. V prvních letech byla cílovou trofejí stužka. Ve spartakiádním roce 1980 byl cílovou trofejí kovový spartakiádní štít (odznak).
V jubilejních ročnících pochodu se rozdávají botičky speciální – např. v roce 2005 (40. ročník) to byla botička kovová (jako odkaz na první kovovou botičku vydávanou v roce 1973) a v roce 2015 (50. ročník) to byla botička pozlacená.
Výroba plastových botiček pro každý ročník trvá zhruba měsíc. Botičky se vyrábějí s rezervou – např. pro ročník 2016 bylo vyrobeno 29 tisíc botiček, zatímco pochodníků dorazilo zhruba 22 tisíc.
Již dvakrát se stalo, že botičky došly – v letech 1976 a 2003. Pochodníkům, na které se nedostalo, pak byly botičky posílány poštou.
V průběhu let se postupně rozdávaly tyto trofeje:
- Stužka: 1966–1969
- Kovová ryba: 1970
- Obtisk: 1971
- Textilní erb: 1972
- Kovová bota: 1973, 1975–1976, 2005
- Textilní bota: 1974
- Plastová bota: 1977–1979, 1982–2004, 2006–
- Kovový spartakiádní štít: 1980
- Plastový štít: 1981

## Ohlas v kultuře
V roce 1976 byla vydána deska Banjo Bandu Ivana Mládka s názvem Dobrý den!, na které se nachází píseň „Praha-Prčice“. Autorem textu k písni je Drahoš Čadek. Za tuto píseň byl Ivan Mládek v roce 1994 odměněn čestným občanstvím města Sedlec-Prčice.
Tematikou dálkových pochodů a zejm. pochodem Praha–Prčice se údajně inspiroval také film Karla Kachyni Kam, pánové, kam jdete? z roku 1987.

## Galerie

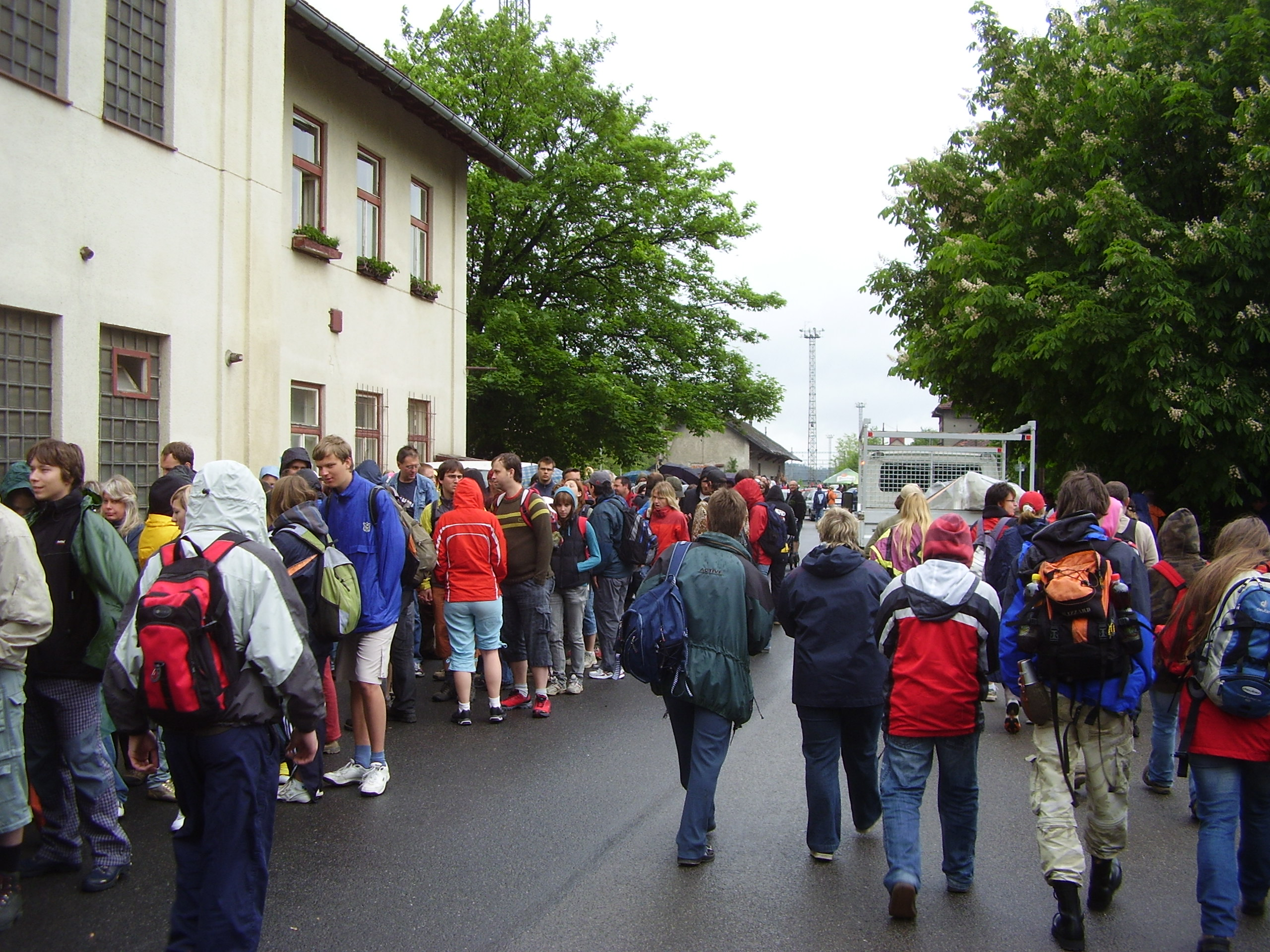
Fronta u placení pochodného v Olbramovicích (2009)
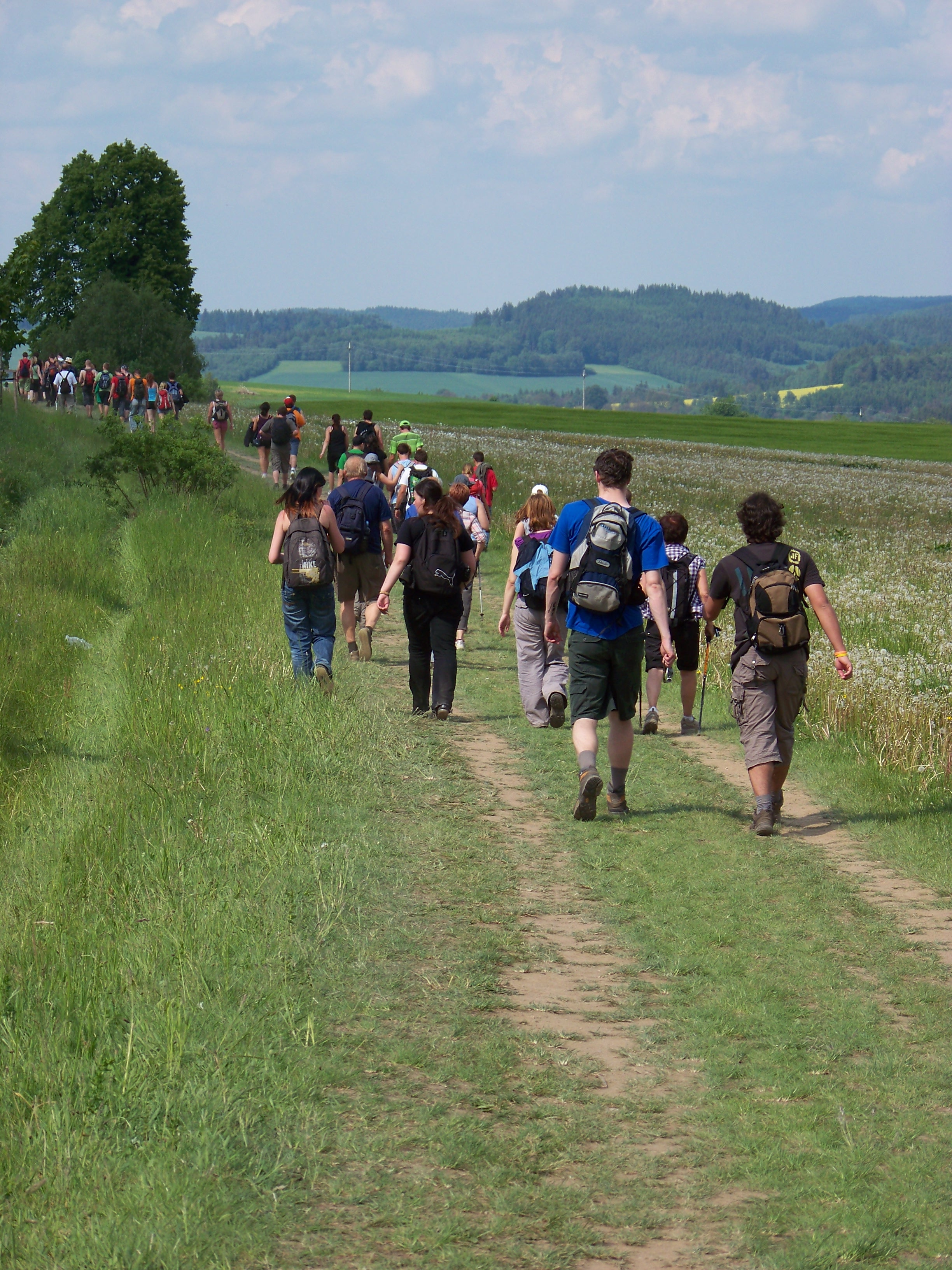
Pochodníci míří na Červený Újezd (2011)
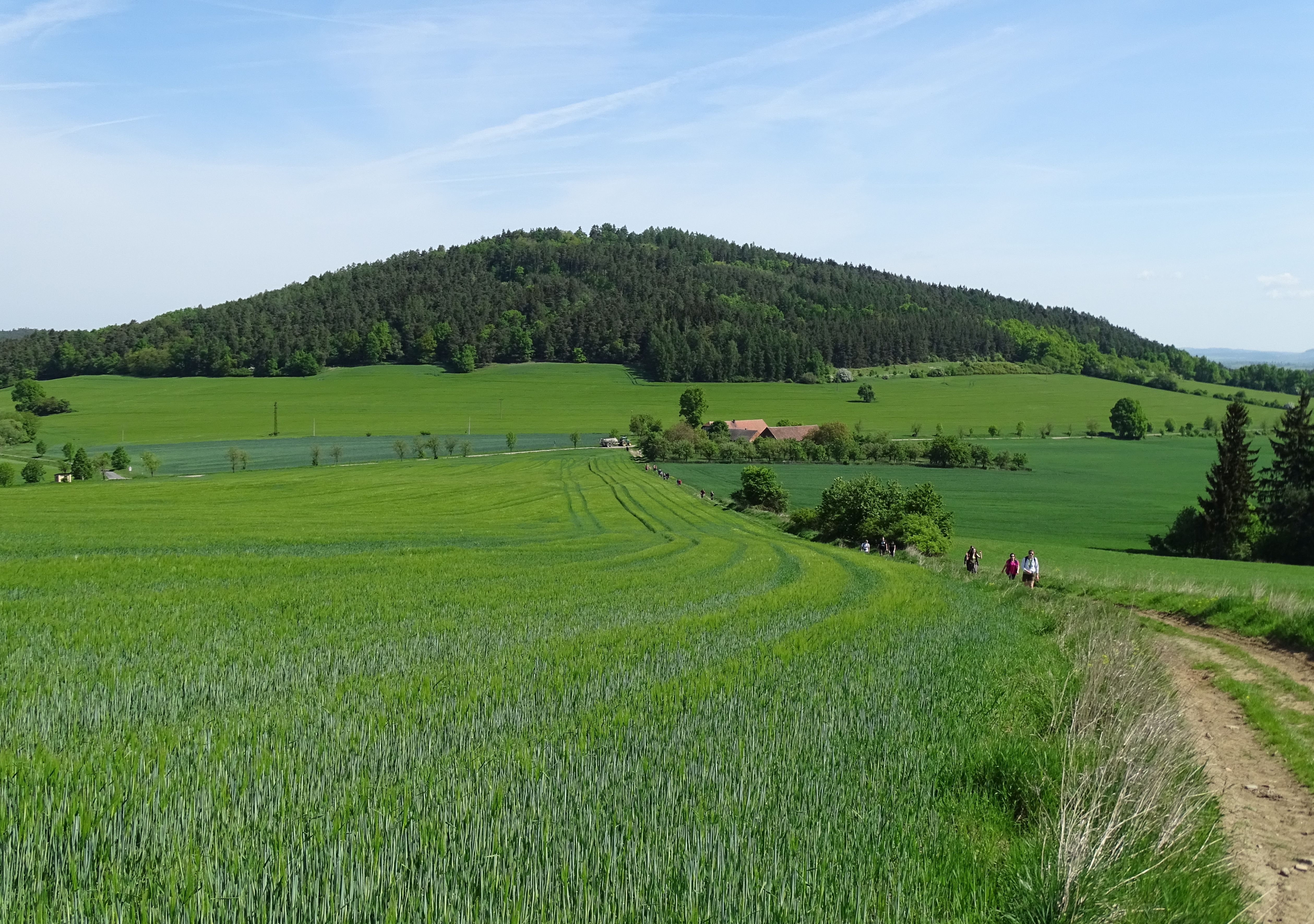
Odbočka na Budákův kopec před Neveklovem, u silnice bývalý zájezdní hostinec Roháč, v pozadí Neštětická hora (2015)
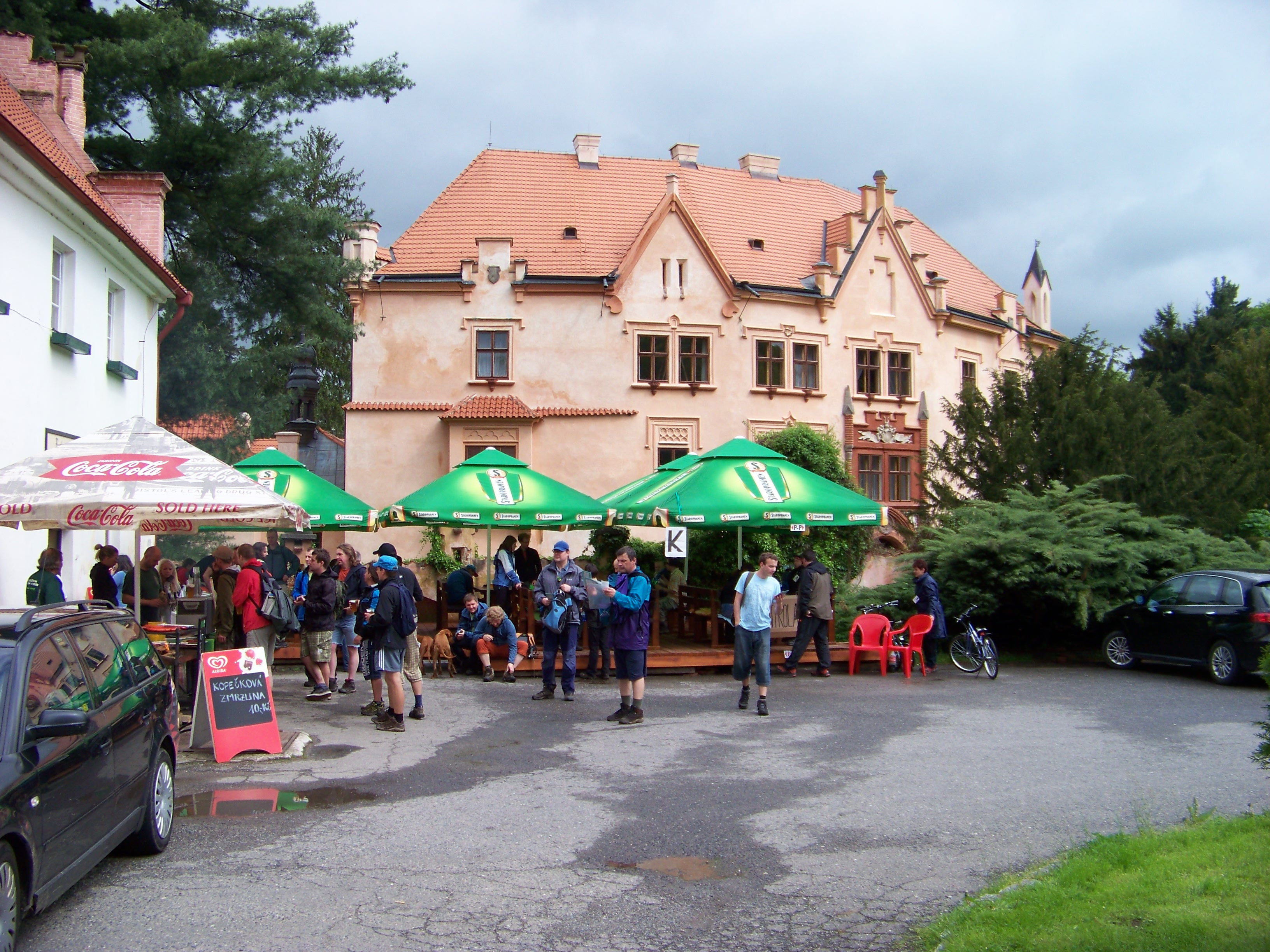
Punkt u zámku ve Vrchotových Janovicích (2013)
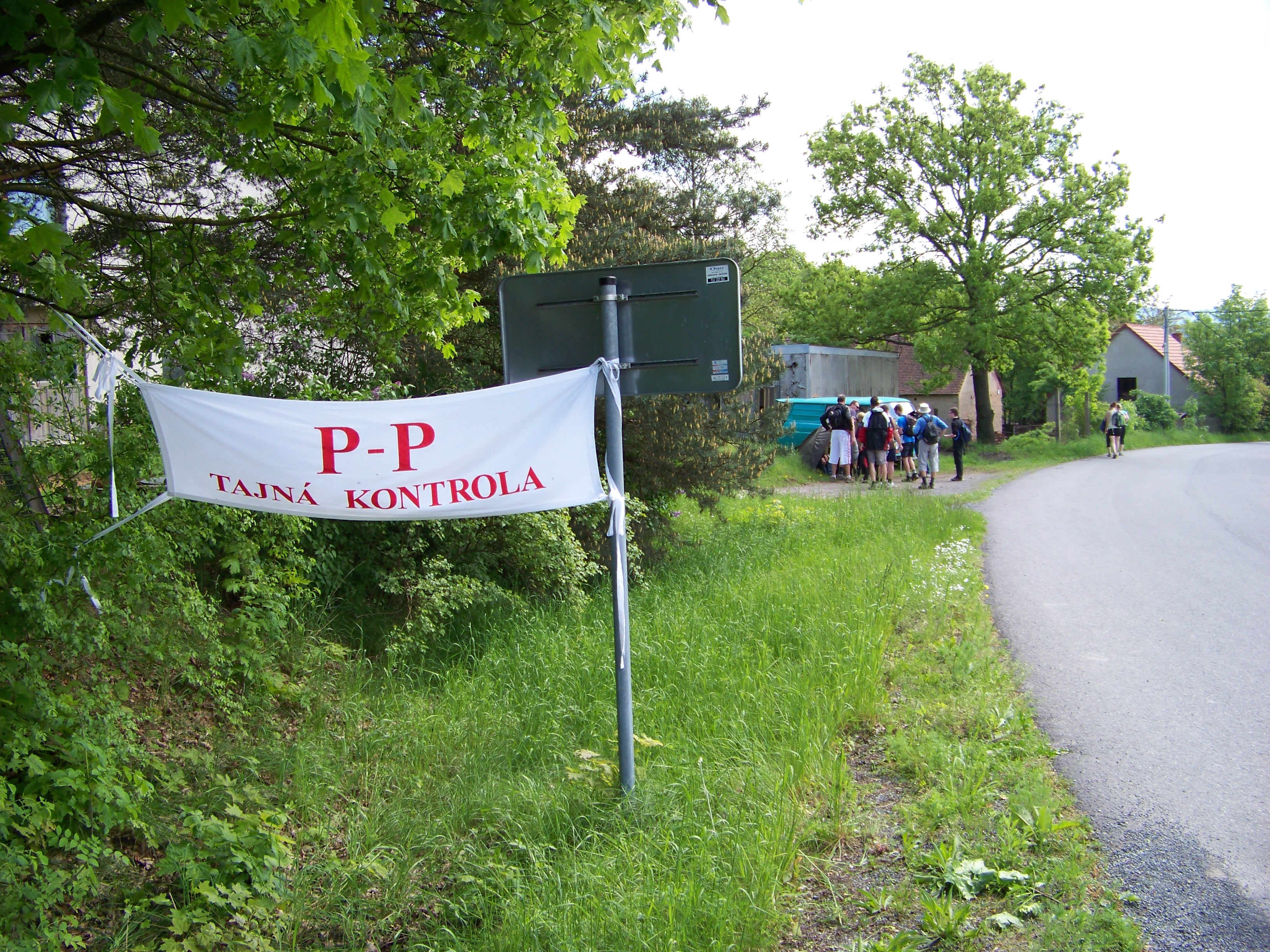
Tajná kontrola v Mezném (2013)
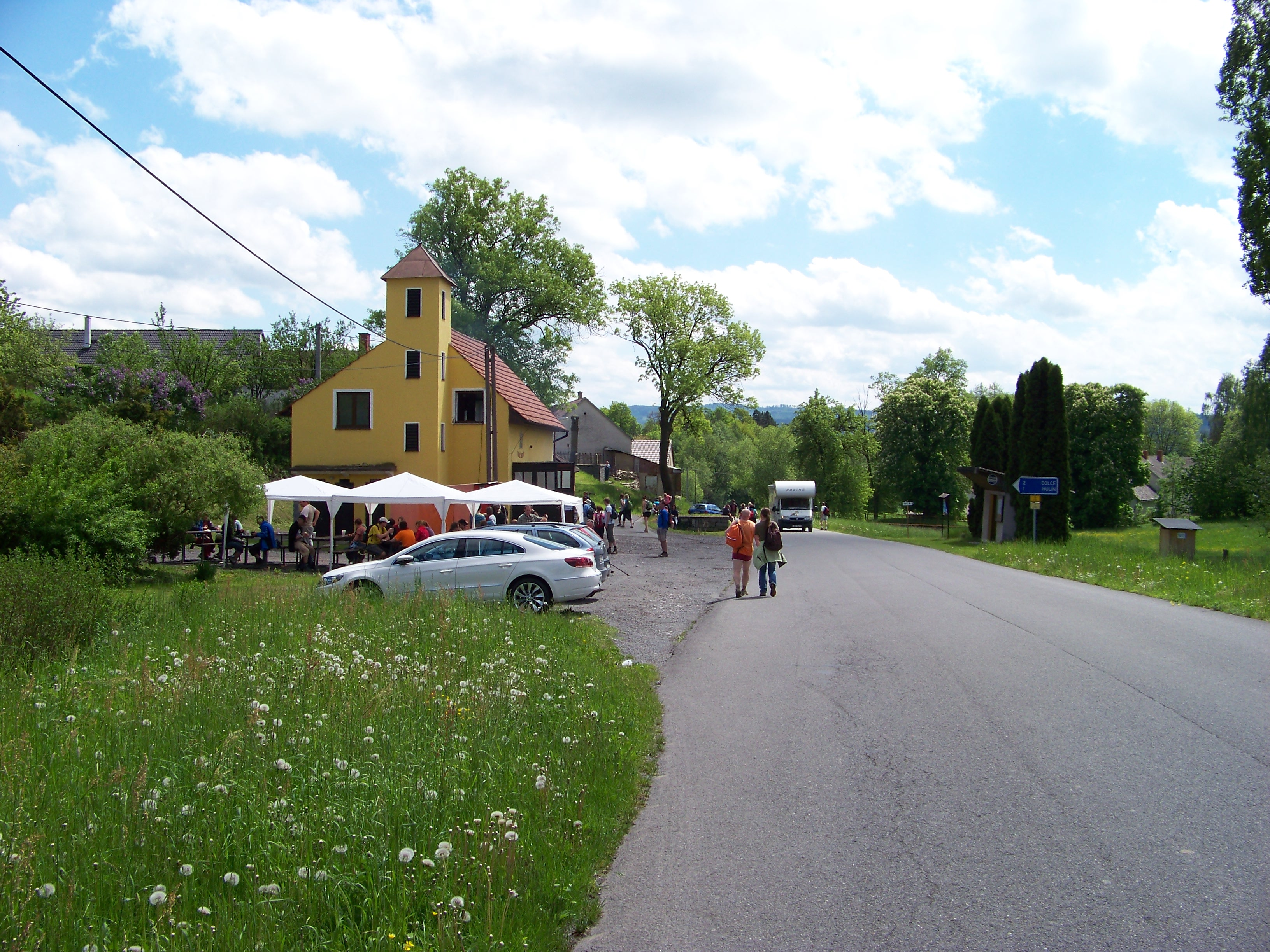
Mezné (2013)
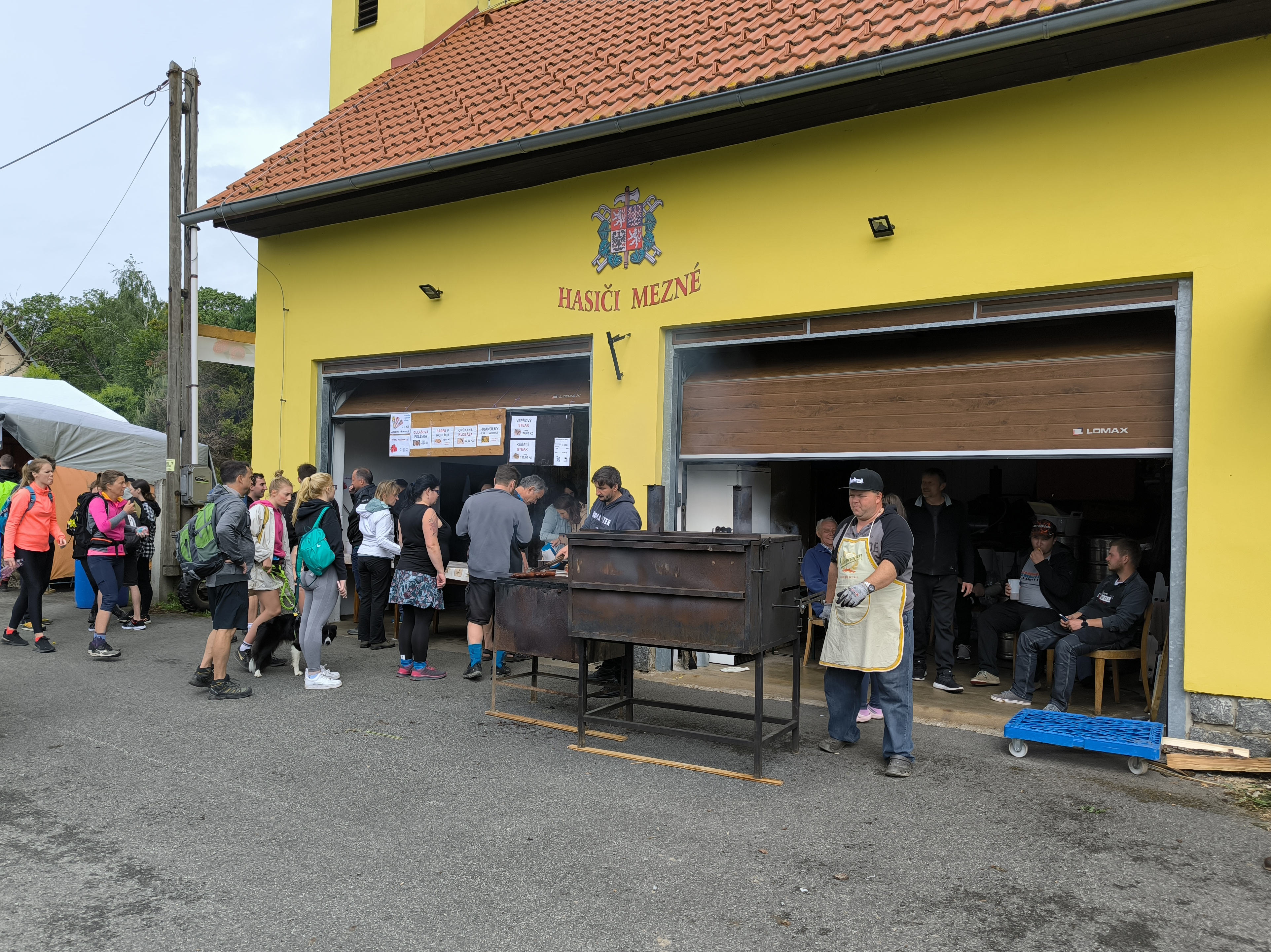
Občerstvení na trase pochodu v hasičské zbrojnici v Mezném (2024)
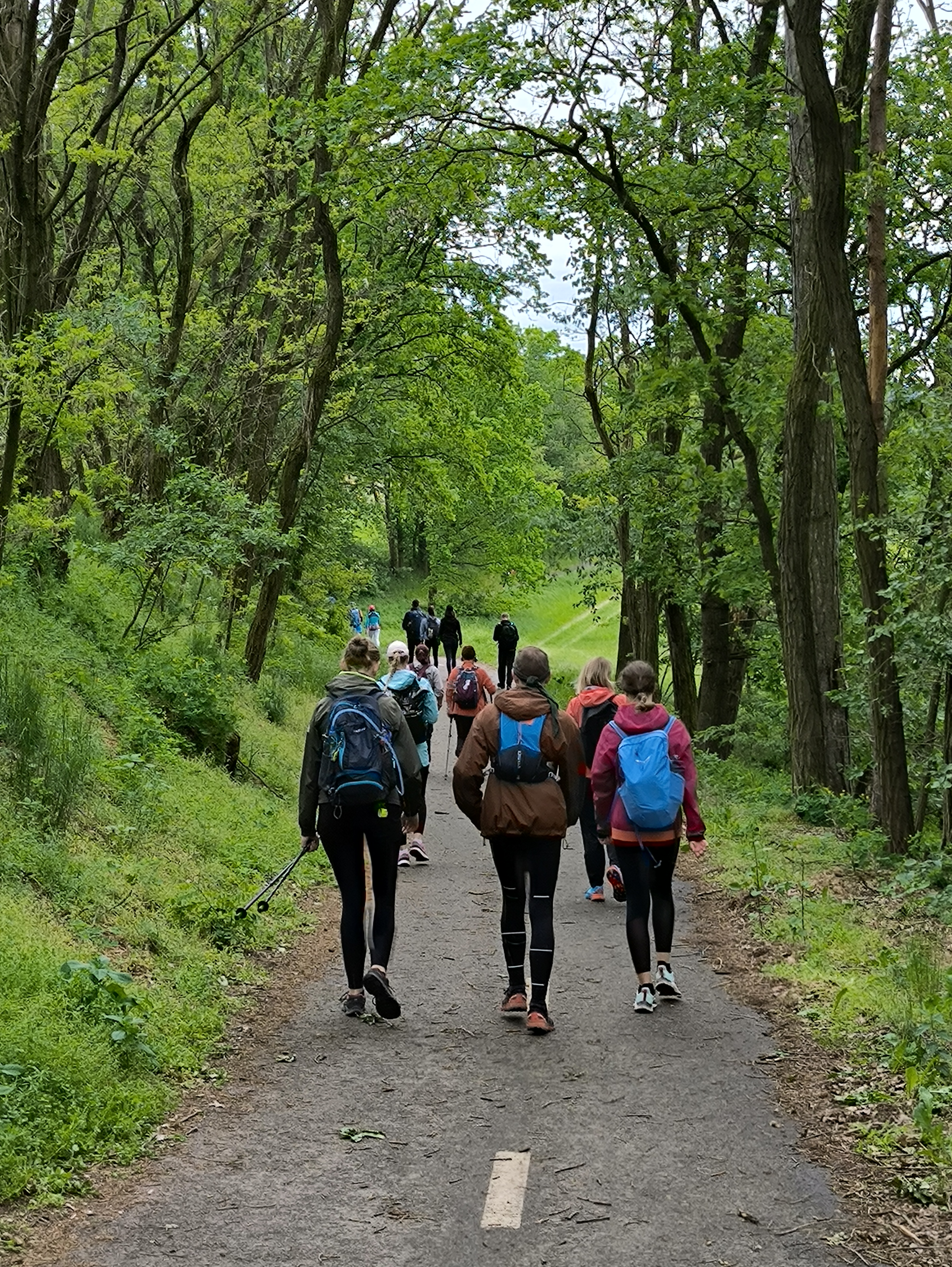
Pochodníci mezi Mezném a Jesenicí (2024)
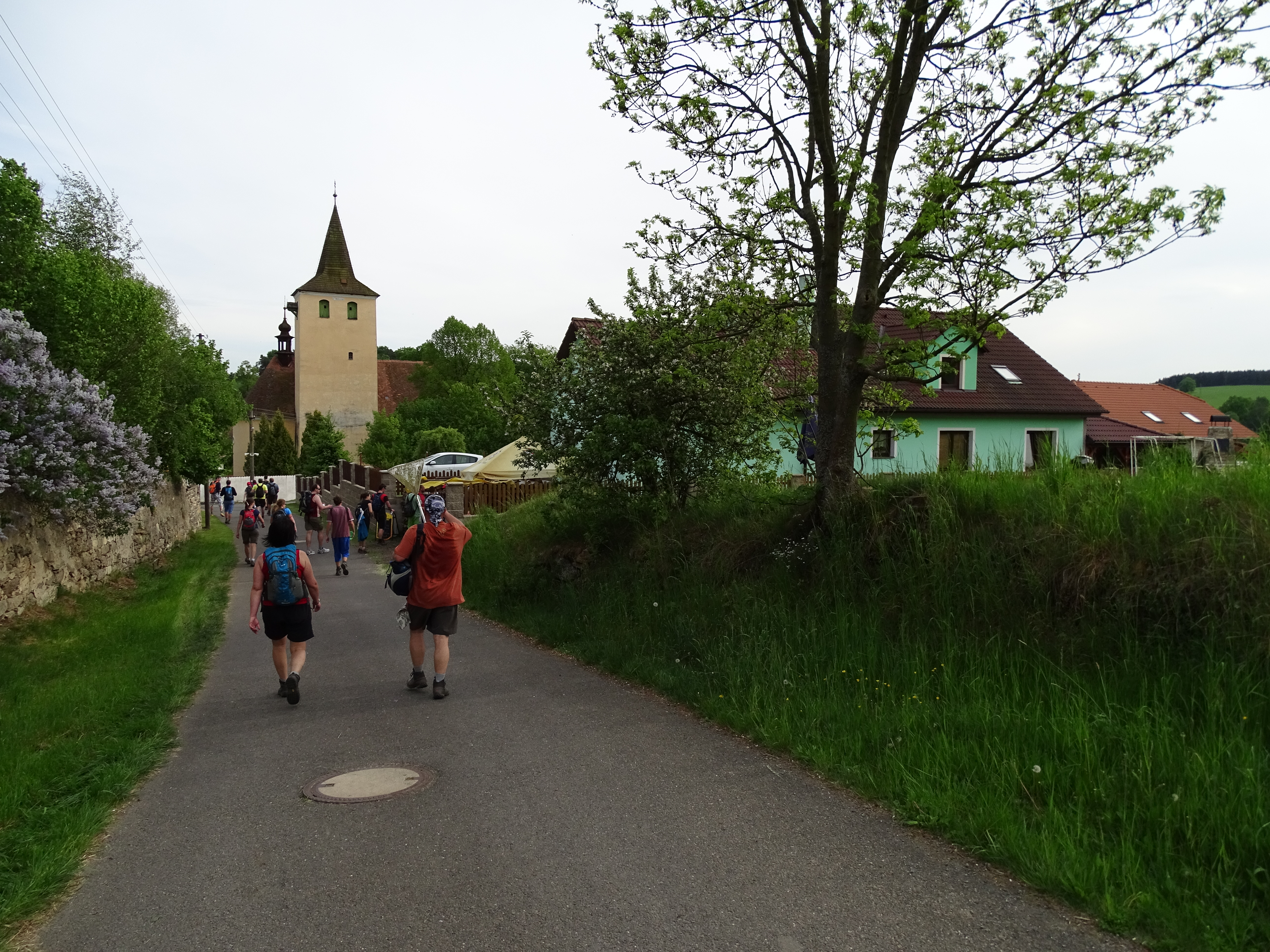
Pochodníci přicházejí do Jesenice (2015)
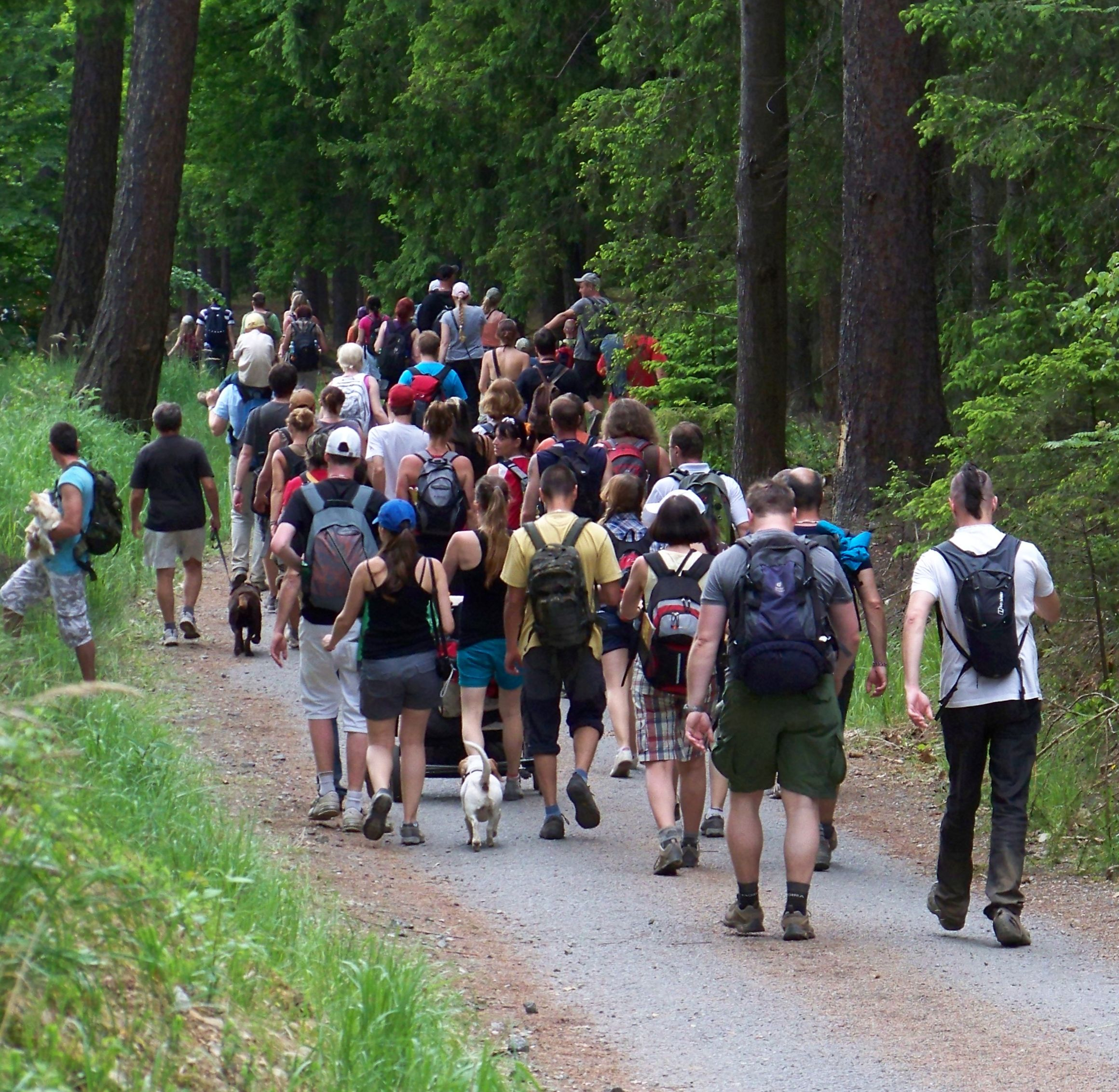
Pochodníci před Kvašťovem (2011)
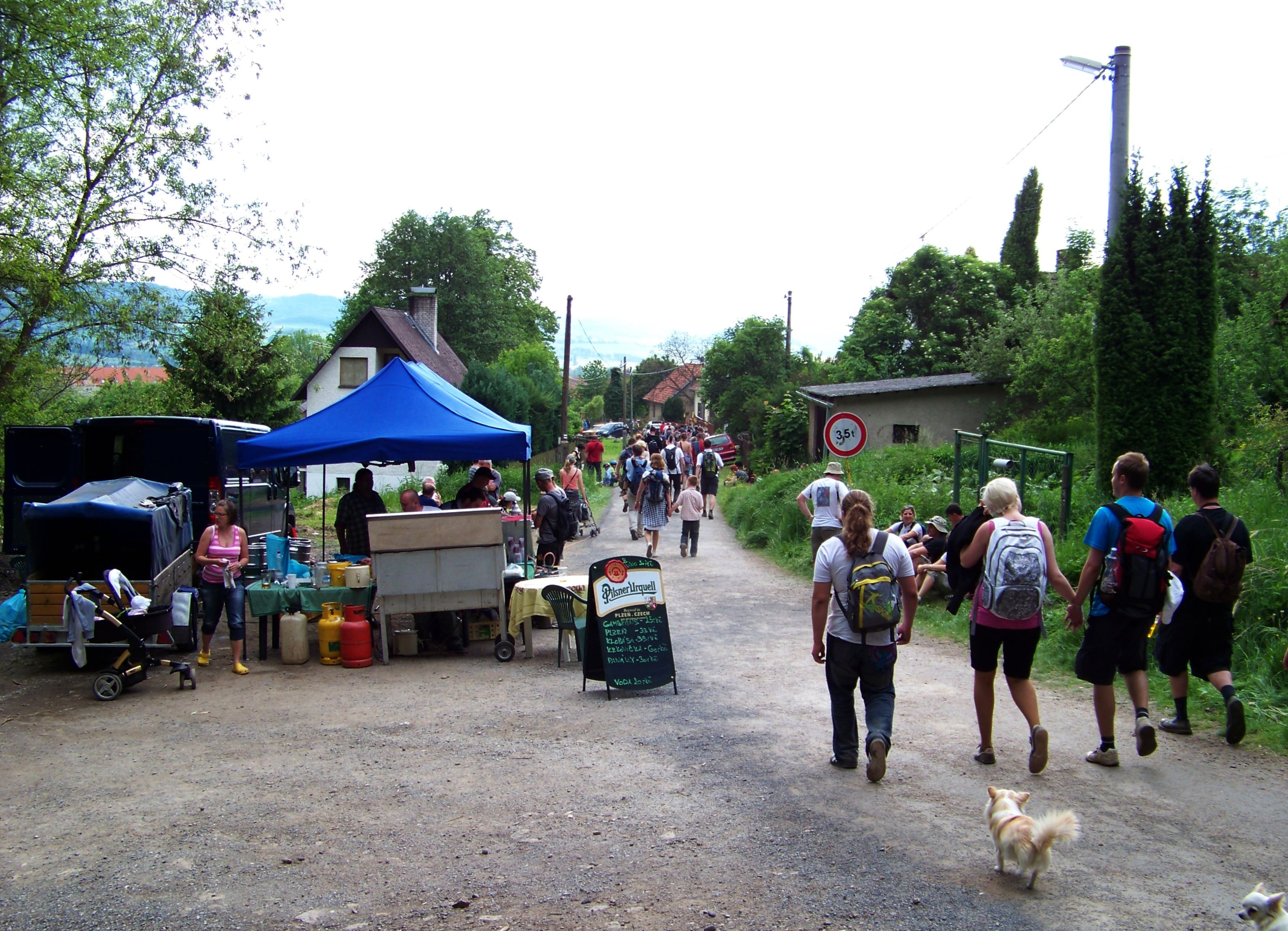
Občerstvení v Kvašťově, nedaleko cíle v Prčici (2011)
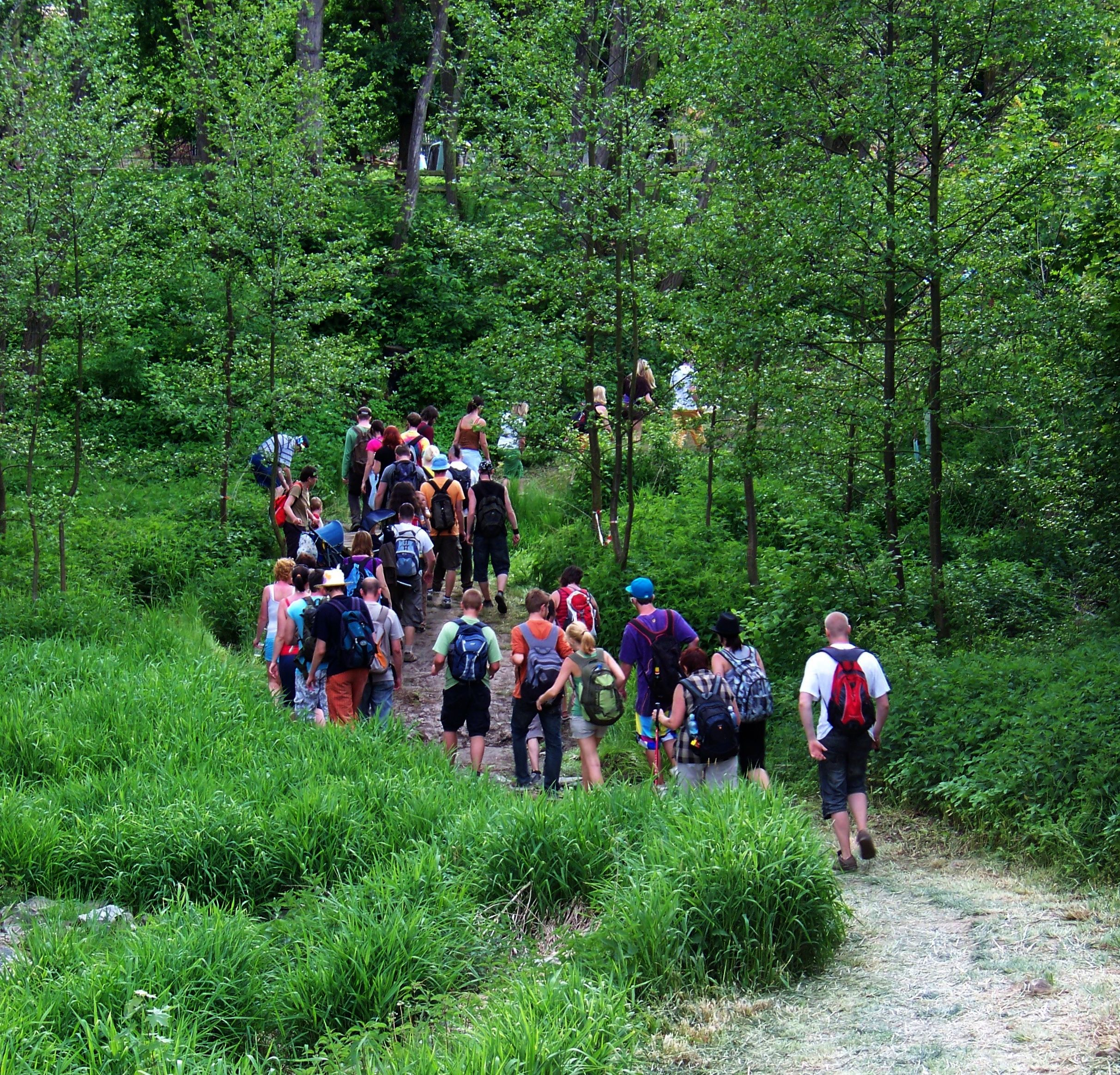
Přechod přes Prčický potok v lokalitě Na Jezerech, nedaleko cíle pochodu (2011)
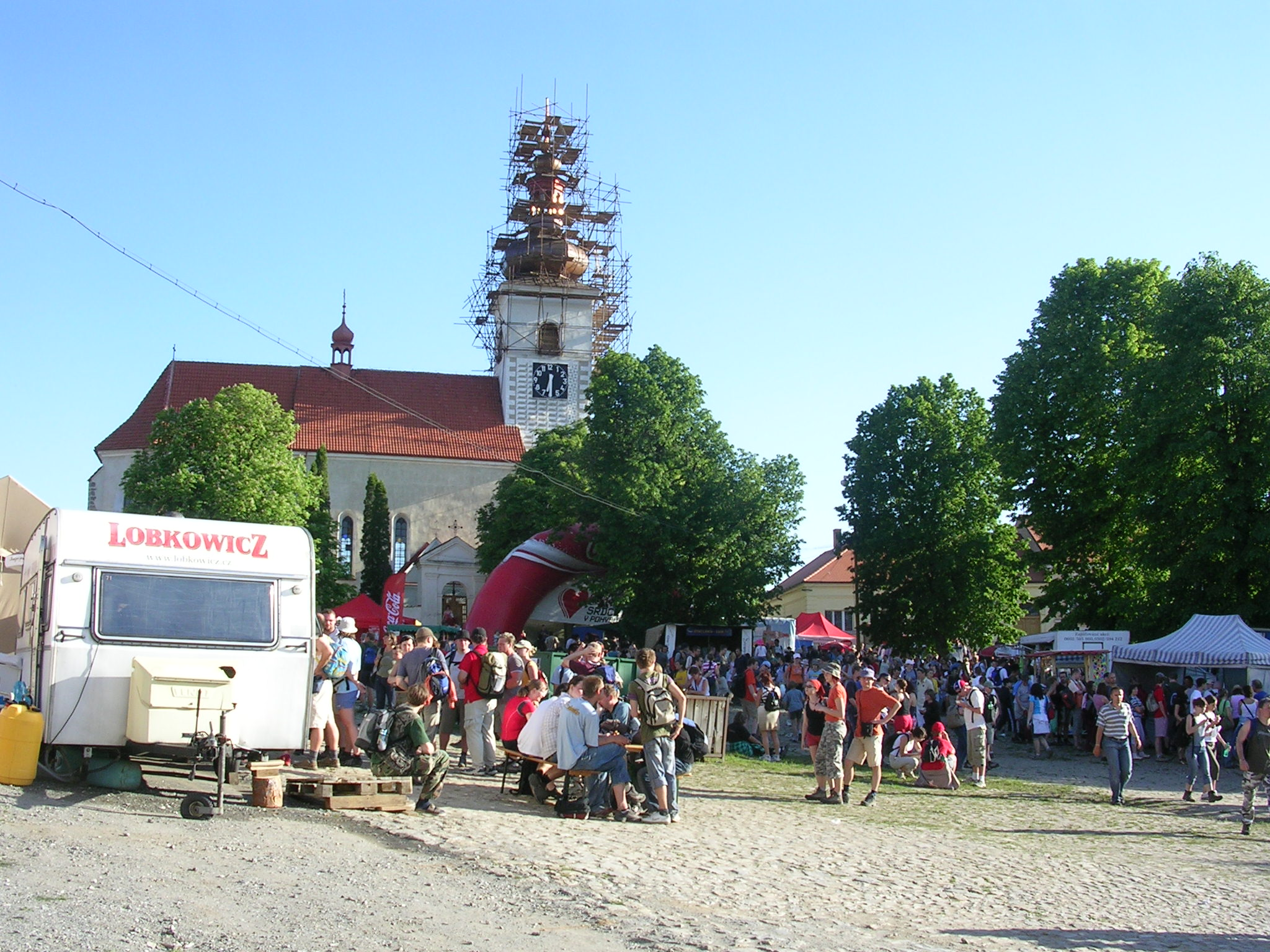
Náměstí v Prčici v den pochodu (2007) – před rekonstrukcí v letech 2010–2011
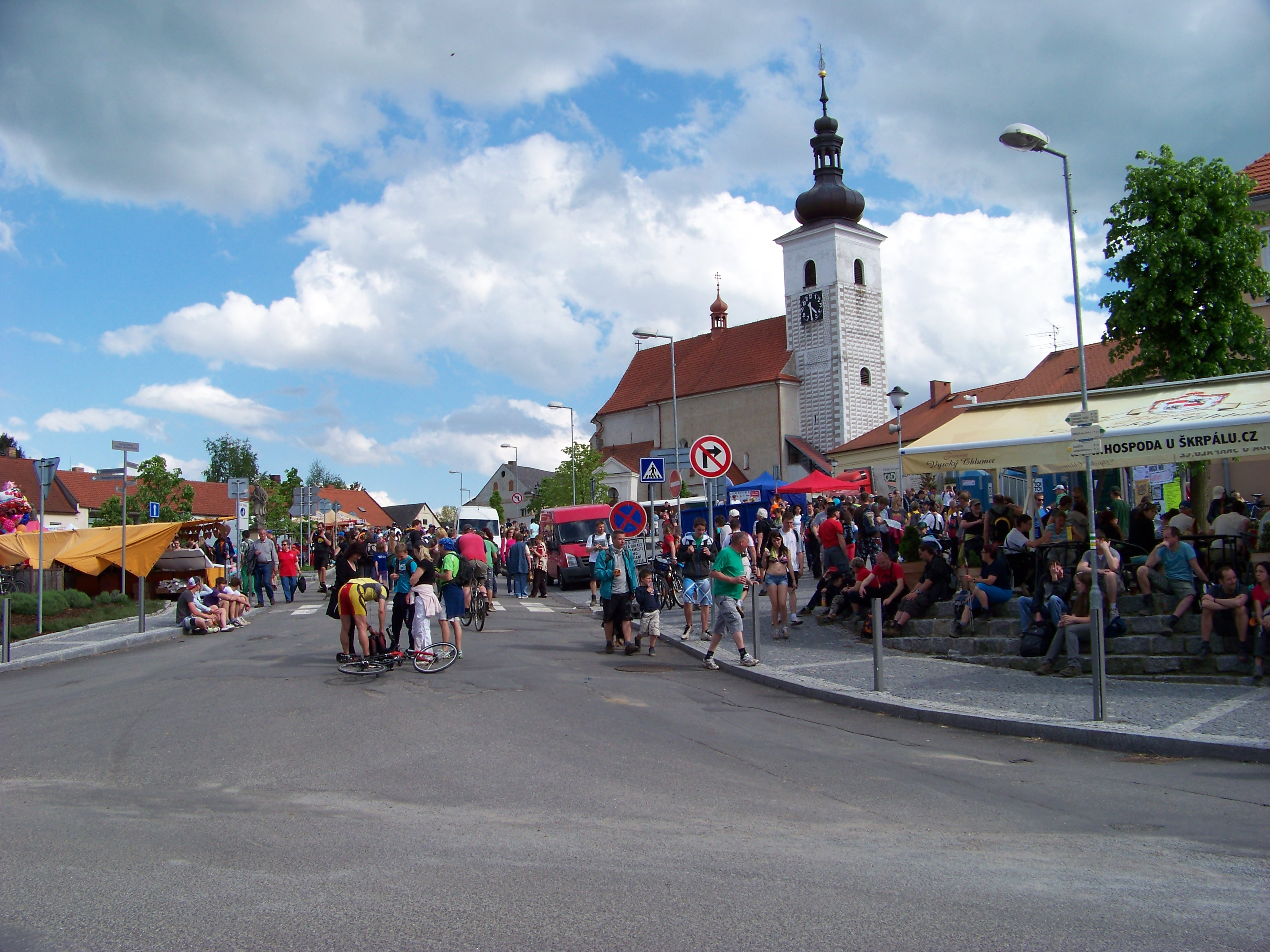
Vítkovo náměstí v Prčici (2013)

### Galerie – doprava

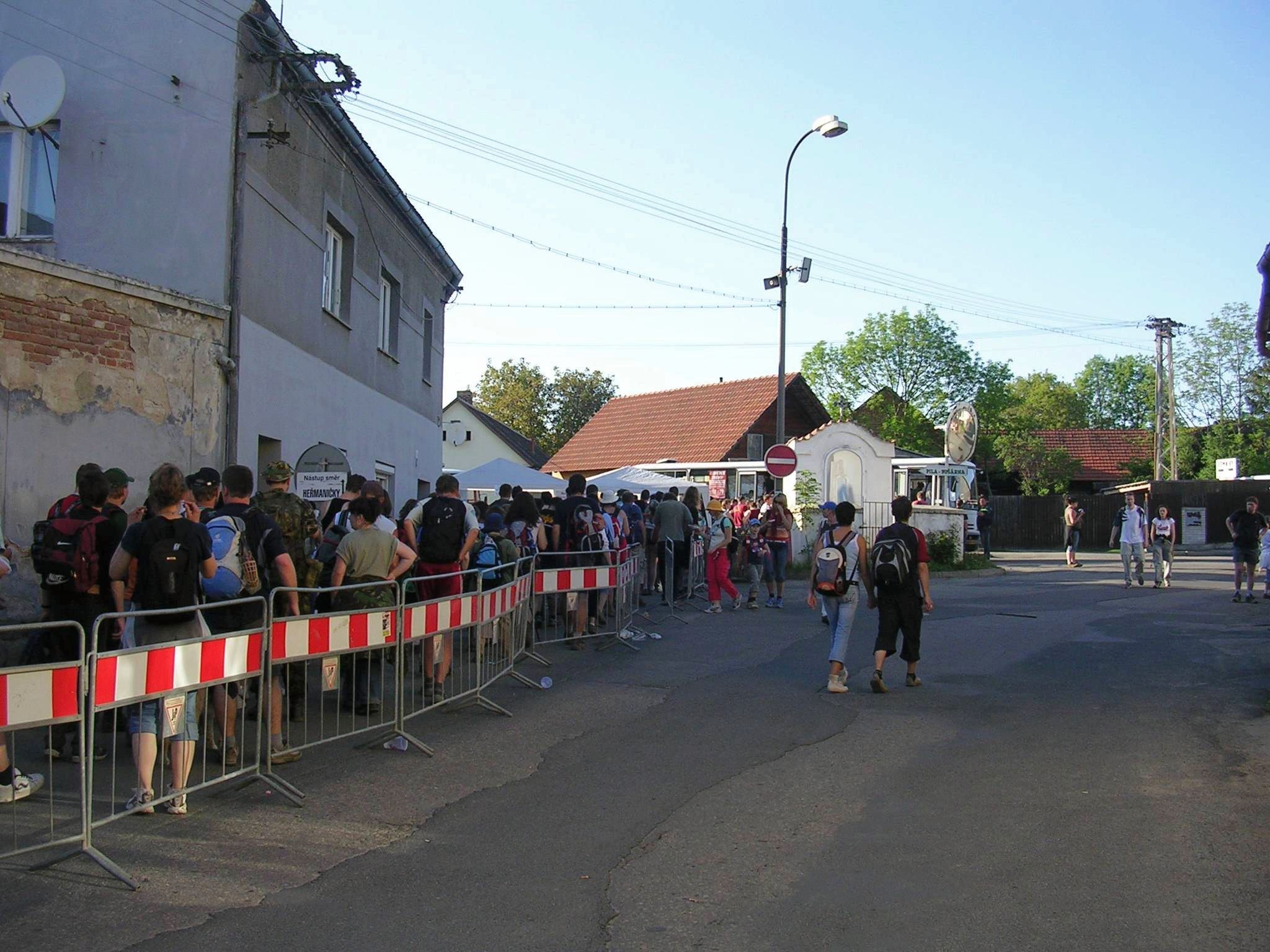
Jízdenky na kyvadlové autobusy se prodávají mimo vozidlo (2007)
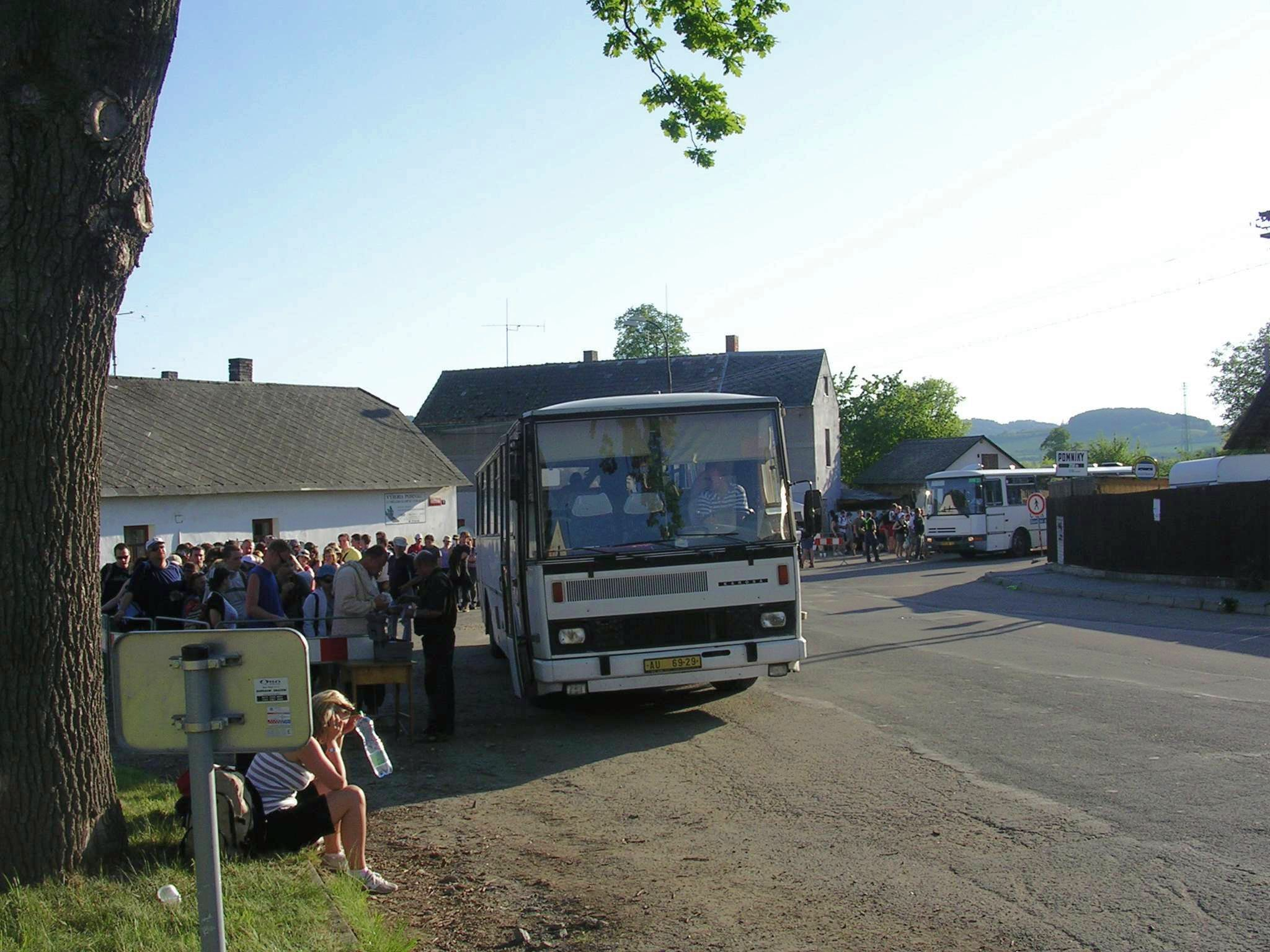
Odjezdy autobusů z Prčice do Heřmaniček (2007)
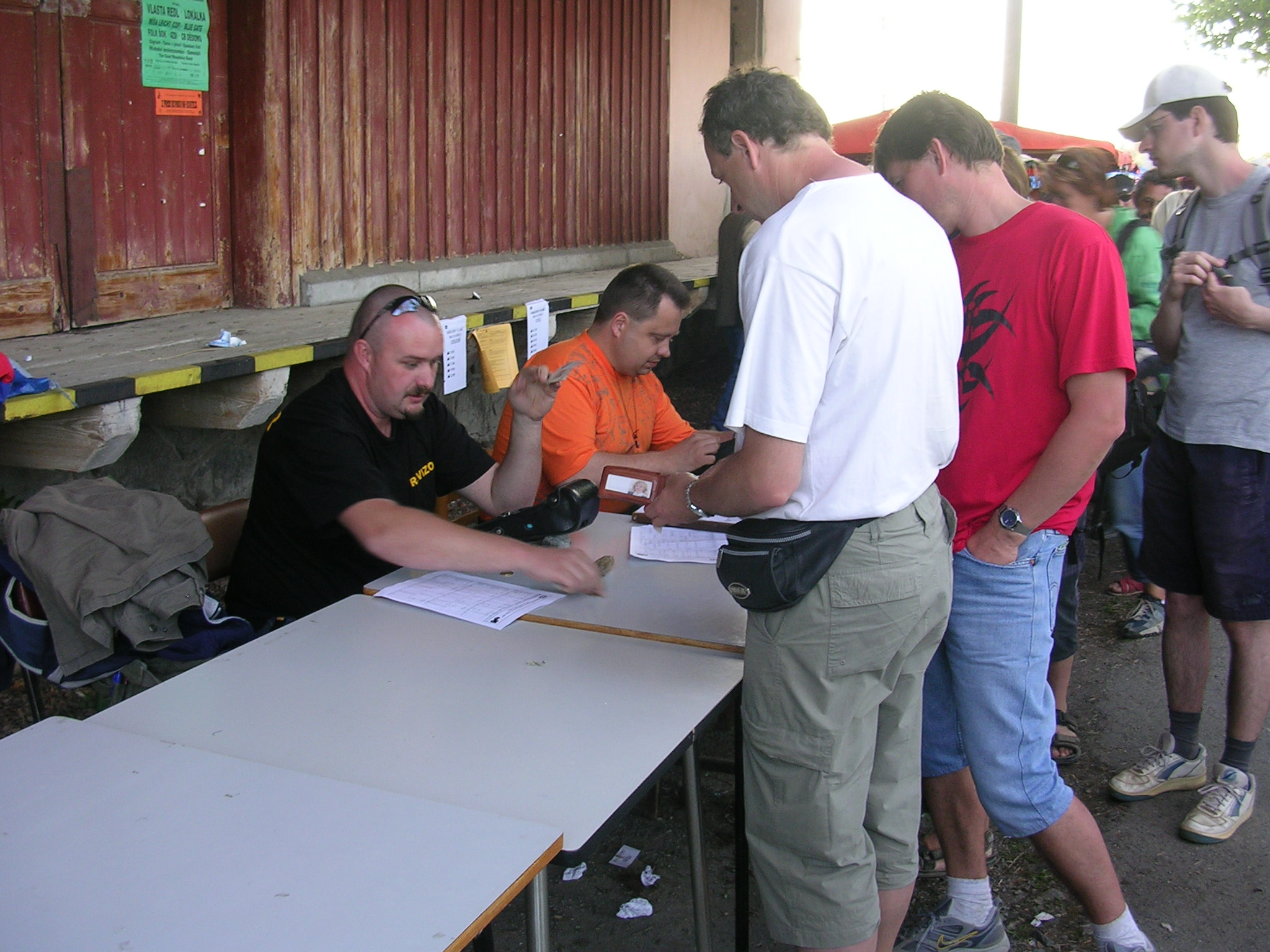
Improvizovaný prodej vlakových jízdenek ve stanici Heřmaničky (2007)
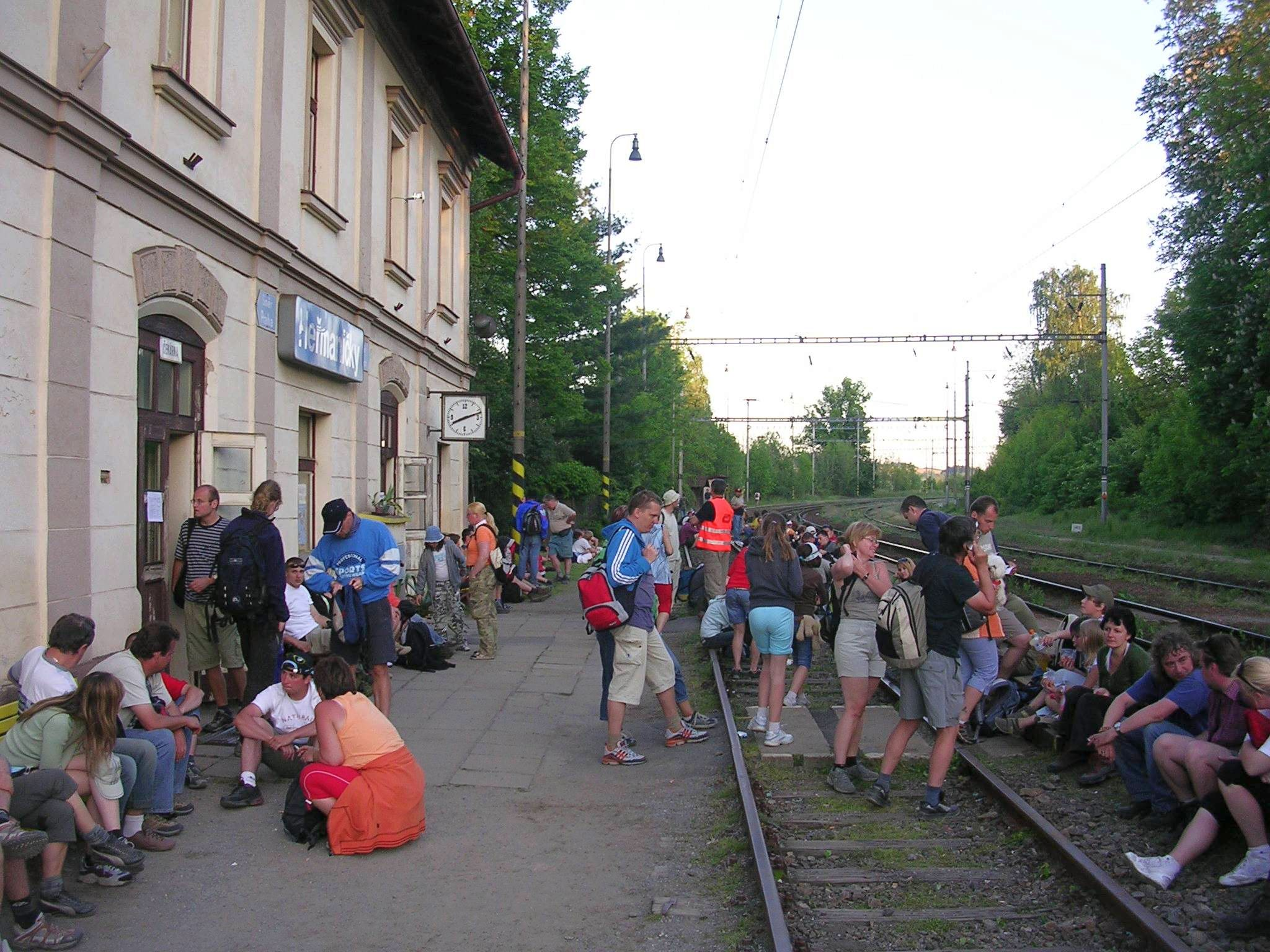
Pochodníci čekající na vlak po skončení pochodu (2007)
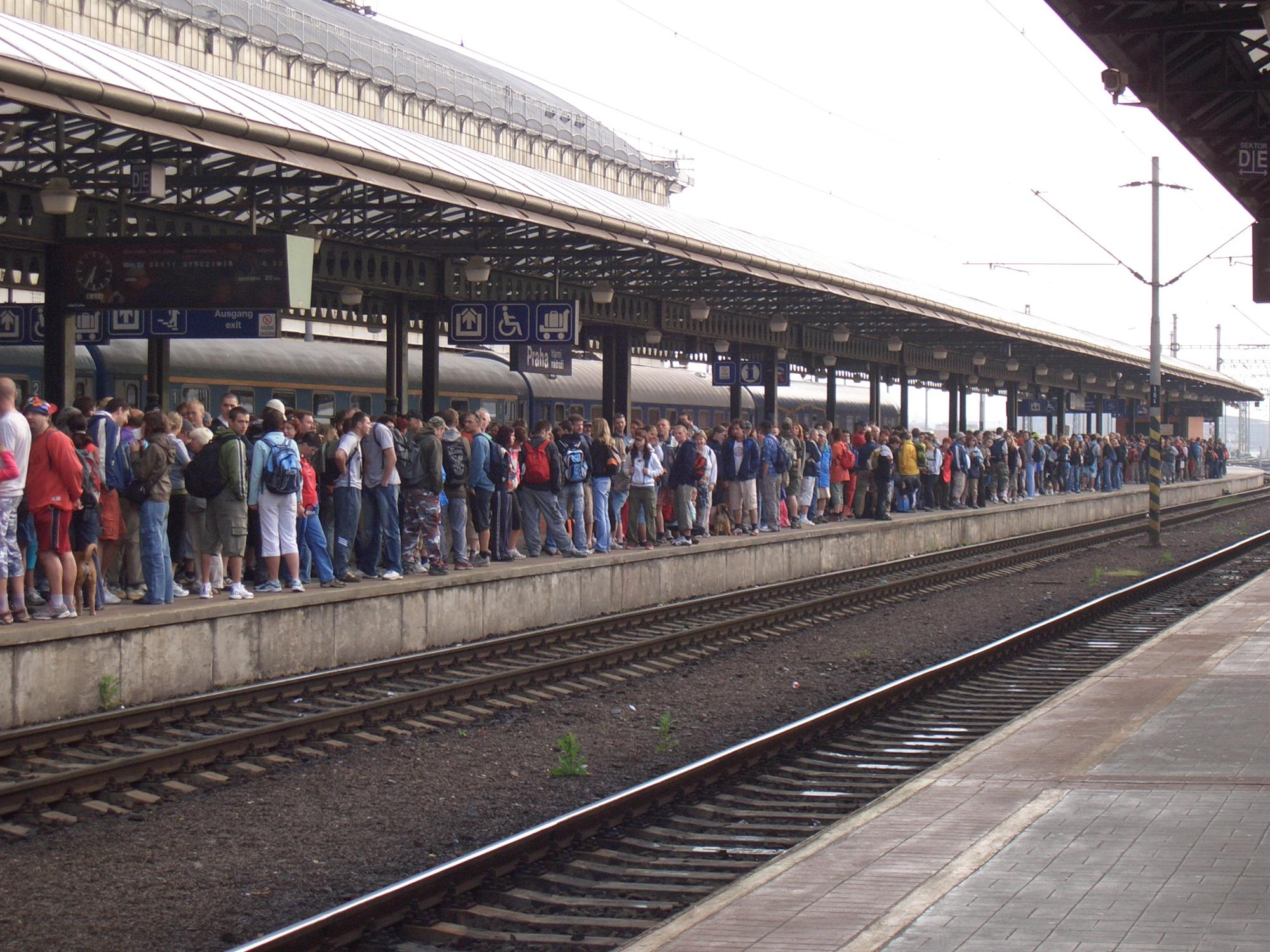
Ranní masový odjezd pochodujících z pražského hlavního nádraží (2008)